# Isartalbahn
| |                                                |                                      |                                      |
| Streckennummer (DB): | 5507                                           |                                      |                                      |
| Kursbuchstrecke (DB): | 999.7                                          |                                      |                                      |
| Kursbuchstrecke: | 401c (München Isartalbf – Wolfratshausen 1946) |                                      |                                      |
| Streckenlänge: | 50,76 km                                       |                                      |                                      |
| Spurweite: | 1435 mm (Normalspur)                           |                                      |                                      |
| Streckenklasse: | D4                                             |                                      |                                      |
| Stromsystem: | 1900–1955: 750 Volt =                          |                                      |                                      |
| Stromsystem: | seit 1955: 15 kV 16,7 Hz ~                     |                                      |                                      |
| Maximale Neigung: | 33 ‰                                           |                                      |                                      |
| Minimaler Radius: | 200 m                                          |                                      |                                      |
| Streckengeschwindigkeit: | 120 km/h                                       |                                      |                                      |
| Zweigleisigkeit: | München Isartalbf–Höllriegelskreuth            |                                      |                                      |
| |                                                |                                      |                                      |
| \| \| \| von München Hbf \| \| \| \| \| von München-Laim Rbf \| \| \| \| 0,000 \| München Süd \| 524 m \| \| \| \| nach Rosenheim \| \| \| \| 0,2150,000 \| ehem. Infrastrukturgrenze DR / LAG \| ehem. Infrastrukturgrenze DR / LAG \| \| \| 0,270 \| München Isartalbf \| 519 m \| \| \| \| Anschluss Heizkraftwerk Süd \| \| \| \| 2,410 \| München-Thalkirchen \| 525 m \| \| \| 3,600 \| Maria-Einsiedel (bis 1918) \| 526 m \| \| \| 4,590 \| München-Prinz Ludwigshöhe (ab 1893) \| 562 m \| \| \| 5,500 \| Bahnstrecke München–Lenggries (39 m) \| Bahnstrecke München–Lenggries (39 m) \| \| \| \| von München-Solln (seit 1943) \| \| \| \| 5,871 \| Großhesselohe Isartalbahnhof \| 570 m \| \| \| 7,403 \| Pullach (ehem. Bf) \| 572 m \| \| \| 8,370 \| Pullach Gartenstadt (1934–1964) \| Pullach Gartenstadt (1934–1964) \| \| \| 9,313 \| Höllriegelskreuth \| 596 m \| \| \| 11,054 \| Buchenhain (seit 1950) \| Buchenhain (seit 1950) \| \| \| 12,942 \| Baierbrunn \| 628 m \| \| \| 16,612 \| Hohenschäftlarn (ehem. Bf) \| 654 m \| \| \| 18,242 \| Ebenhausen-Schäftlarn \| 664 m \| \| \| 21,441 \| Icking \| 653 m \| \| \| 25,134 \| Loisach (169 m) \| Loisach (169 m) \| \| \| 26,297 \| Wolfratshausen \| 576 m \| \| \| \| Anschlussbahn nach Geretsried \| \| \| \| 27,400 \| Wolfratshausen Süd (1941–1945) \| 580 m \| \| \| \| nach Geretsried (geplant) \| \| \| \| \| Loisach \| \| \| \| 28,580 \| Degerndorf \| 581 m \| \| \| 30,180 \| Bolzwang \| 582 m \| \| \| 33,350 \| Eurasburg \| 587 m \| \| \| 36,970 \| Beuerberg \| 614 m \| \| \| \| Loisach \| \| \| \| 42,300 \| Fletzen \| 587 m \| \| \| 44,530 \| Bocksberg \| 590 m \| \| \| 47,800 \| Bad Heilbrunn \| 598 m \| \| \| \| von Tutzing \| \| \| \| 50,540 \| Bichl \| 615 m \| \| \| \| nach Kochel \| \| \| \| \| \| \| \| Quellen: [1][2][3][4][5] \| \| \| \| |                                                |                                      |                                      |
| Strecke |                                                | von München Hbf                      | von München Hbf                      |
| Abzweig geradeaus und von rechts |                                                | von München-Laim Rbf                 | von München-Laim Rbf                 |
| Bahnhof | 0,000                                          | München Süd                          | 524 m                                |
| Abzweig ehemals geradeaus und nach links |                                                | nach Rosenheim                       | nach Rosenheim                       |
| Wechsel des Eisenbahninfrastrukturunternehmens (Strecke außer Betrieb) | 0,2150,000                                     | ehem. Infrastrukturgrenze DR / LAG   | ehem. Infrastrukturgrenze DR / LAG   |
| Bahnhof (Strecke außer Betrieb) | 0,270                                          | München Isartalbf                    | 519 m                                |
| Abzweig geradeaus und nach links (Strecke außer Betrieb) |                                                | Anschluss Heizkraftwerk Süd          | Anschluss Heizkraftwerk Süd          |
| Bahnhof (Strecke außer Betrieb) | 2,410                                          | München-Thalkirchen                  | 525 m                                |
| Haltepunkt / Haltestelle (Strecke außer Betrieb) | 3,600                                          | Maria-Einsiedel (bis 1918)           | 526 m                                |
| Bahnhof (Strecke außer Betrieb) | 4,590                                          | München-Prinz Ludwigshöhe (ab 1893)  | 562 m                                |
| Kreuzung geradeaus oben (Strecke geradeaus außer Betrieb) | 5,500                                          | Bahnstrecke München–Lenggries (39 m) | Bahnstrecke München–Lenggries (39 m) |
| Abzweig ehemals geradeaus und von rechts |                                                | von München-Solln (seit 1943)        | von München-Solln (seit 1943)        |
| Bahnhof | 5,871                                          | Großhesselohe Isartalbahnhof         | 570 m                                |
| Haltepunkt / Haltestelle | 7,403                                          | Pullach (ehem. Bf)                   | 572 m                                |
| ehemaliger Haltepunkt / Haltestelle | 8,370                                          | Pullach Gartenstadt (1934–1964)      | Pullach Gartenstadt (1934–1964)      |
| Bahnhof | 9,313                                          | Höllriegelskreuth                    | 596 m                                |
| Haltepunkt / Haltestelle | 11,054                                         | Buchenhain (seit 1950)               | Buchenhain (seit 1950)               |
| Bahnhof | 12,942                                         | Baierbrunn                           | 628 m                                |
| Haltepunkt / Haltestelle | 16,612                                         | Hohenschäftlarn (ehem. Bf)           | 654 m                                |
| Bahnhof | 18,242                                         | Ebenhausen-Schäftlarn                | 664 m                                |
| Bahnhof | 21,441                                         | Icking                               | 653 m                                |
| Brücke über Wasserlauf | 25,134                                         | Loisach (169 m)                      | Loisach (169 m)                      |
| Bahnhof | 26,297                                         | Wolfratshausen                       | 576 m                                |
| Abzweig ehemals geradeaus, nach links und ehemals von links |                                                | Anschlussbahn nach Geretsried        | Anschlussbahn nach Geretsried        |
| Dienststation / Betriebs- oder Güterbahnhof (Strecke außer Betrieb) | 27,400                                         | Wolfratshausen Süd (1941–1945)       | 580 m                                |
| Abzweig geradeaus und nach links (Strecke außer Betrieb) |                                                | nach Geretsried (geplant)            | nach Geretsried (geplant)            |
| Brücke über Wasserlauf (Strecke außer Betrieb) |                                                | Loisach                              | Loisach                              |
| Bahnhof (Strecke außer Betrieb) | 28,580                                         | Degerndorf                           | 581 m                                |
| Bahnhof (Strecke außer Betrieb) | 30,180                                         | Bolzwang                             | 582 m                                |
| Bahnhof (Strecke außer Betrieb) | 33,350                                         | Eurasburg                            | 587 m                                |
| Bahnhof (Strecke außer Betrieb) | 36,970                                         | Beuerberg                            | 614 m                                |
| Brücke über Wasserlauf (Strecke außer Betrieb) |                                                | Loisach                              | Loisach                              |
| Bahnhof (Strecke außer Betrieb) | 42,300                                         | Fletzen                              | 587 m                                |
| Haltepunkt / Haltestelle (Strecke außer Betrieb) | 44,530                                         | Bocksberg                            | 590 m                                |
| Bahnhof (Strecke außer Betrieb) | 47,800                                         | Bad Heilbrunn                        | 598 m                                |
| Abzweig ehemals geradeaus und von rechts |                                                | von Tutzing                          | von Tutzing                          |
| Bahnhof | 50,540                                         | Bichl                                | 615 m                                |
| Strecke |                                                | nach Kochel                          | nach Kochel                          |
| |                                                |                                      |                                      |
| Quellen: |                                                |                                      |                                      |

Die Isartalbahn, in den Anfangsjahren vor der seinerzeitigen Rechtschreibreform auch Isarthalbahn geschrieben, war eine normalspurige Eisenbahnstrecke von München nach Bichl. Namensgebend war die Isar, deren linkem Ufer die Trasse in der nördlichen Streckenhälfte folgte. Der südliche Abschnitt lag hingegen im Tal der Loisach. Von der ursprünglich 50,76 Kilometer langen Strecke existiert noch der etwa 20 Kilometer lange mittlere Abschnitt von Großhesselohe Isartalbahnhof nach Wolfratshausen, der von der Linie S7 der S-Bahn München befahren wird.
Im Abschnitt von München Süd nach Wolfratshausen war die Strecke elektrifiziert und von München Isartalbahnhof bis Höllriegelskreuth zweigleisig ausgebaut. Der verbliebene Abschnitt von Großhesselohe bis Wolfratshausen ist seit 1981 als Hauptbahn klassifiziert; die übrigen Abschnitte wurden immer als Nebenbahn betrieben.
Die Lokalbahn Aktien-Gesellschaft (LAG) nahm die Strecke abschnittsweise zwischen 1891 und 1898 in Betrieb. 1900 elektrifizierte die LAG den Abschnitt München Isartalbahnhof–Höllriegelskreuth für den Vorortverkehr mit 750 Volt Gleichspannung. Im Jahr 1938 erfolgte die Verstaatlichung der LAG und damit ebenso der Isartalbahn. Nach dem Zweiten Weltkrieg stellte die Deutsche Bundesbahn 1955 den elektrischen Betrieb auf 15 kV Wechselspannung (16⅔ Hz Bahnstrom) um und erweiterte ihn 1960 bis Wolfratshausen. Den nördlichen Abschnitt München Süd–Großhesselohe Isartalbahnhof und den südlichen Abschnitt Wolfratshausen–Bichl legte die Deutsche Bundesbahn in den Jahren 1959 bis 1995 still.

## Geschichte

### Vorgeschichte
Mitte der 1860er Jahre war der Bau vieler Hauptbahnen in Bayern abgeschlossen, dabei hatte Holzkirchen bereits am 31. Oktober 1857 einen Anschluss an das bayerische Eisenbahnnetz erhalten. Der Anschluss von Penzberg an das Netz vollzog sich am 16. Oktober 1865. Nachdem das bayerische Innenministerium am 29. April 1869 das Vizinalbahngesetz abgeschlossen hatte, wurden die Projekte zum Bau von Lokalbahnen vorangetrieben. Für die Gemeinde Tölz war ein Eisenbahnanschluss vorgesehen. Zunächst standen zwei Varianten, Holzkirchen–Tölz und Penzberg–Tölz, zur Diskussion. Um einen eigenen Eisenbahnanschluss zu erhalten, forderten die Gemeinden im oberen Isartal eine Bahnstrecke von München nach Tölz. 1870 gründete Baumeister Friedrich Fischer eine Eisenbahnkommission, die sich für die Variante durch das obere Isartal einsetzte. In der ersten Sitzung arbeiteten die Mitglieder und die Gemeinden im Isartal eine mögliche Streckenführung von München Süd über Großhesselohe, Pullach, Icking, Wolfratshausen und Tölz nach Lenggries aus. Für den Bau der Strecke wurden vier Millionen Gulden veranschlagt. Im Januar 1871 diskutierte der Münchner Magistrat über eine Bahnstrecke nach Tölz, dabei wurde eine Stichbahn von Holzkirchen nach Tölz als wirtschaftlicher gesehen als eine neue Bahnstrecke von München über Wolfratshausen nach Tölz. Die Strecke von Holzkirchen nach Tölz wurde schließlich realisiert, das Bahnprojekt für das obere Isartal war vorerst gescheitert.
Ein weiteres Projekt war eine Bahnlinie von München über Bichl nach Murnau am Staffelsee, für welches der Glasfabrikant Leo Gasteiger am 16. Januar 1872 eine Konzession beantragte. Die Königlich Bayerischen Staatseisenbahnen und schließlich auch der bayerische Staat setzte sich gegen das Projekt ein, da die Bahnstrecke eine Konkurrenz zu der sich im Bau befindlichen Bahnstrecke München–Garmisch-Partenkirchen gewesen wäre. Die Konzession wurde deswegen noch im selben Jahr abgelehnt. Trotz des nochmaligen Scheiterns hielten die Gemeinden an einer neuen Bahnstrecke fest. In einer Arbeit München und die Isartalbahn von 1873 gab es sogar Pläne für eine Strecke durch das Isartal und weiter über den Arlberg in Richtung Italien. Dieses Vorhaben fand von der bayerischen Staatsregierung jedoch keinen Zuspruch. 1881 stellte die Lokomotivfabrik Krauss & Comp. ein weiteres Projekt einer Schmalspurbahn, die teilweise auf der Straße verlaufen sollte, vor. Zu weiteren Detailplanungen kam es nicht mehr.
Am 24. Januar 1886 erhielt Siegfried Klopfer die von ihm erbetene Konzession, eine meterspurige Trasse von München über Wolfratshausen nach Leoni am Starnberger See zu errichten. Am 27. Februar 1885 beschloss Klopfer, die Strecke doch normalspurig auszuführen. Adolf Decher übernahm die Projektierungsarbeiten. Im Mai 1886 ermittelte man die Linienführung von München Süd weiter in Richtung Wolfratshausen zur Rottmannshöhe. Der Abschnitt München–Wolfratshausen sollte ähnlich wie im Bahnprojekt von Krauß verlaufen. Am 25. Juli 1887 wurde zur Realisierung des Bahnprojektes die Aktiengesellschaft Isarbahn gegründet. Unter anderem zählte auch Ernst Böhringer zu den Gründern der AG. Der Markt Wolfratshausen protestierte gegen den Standort in der Nähe der Dorfener Höhe. Der Protest begründete sich laut einem Schreiben an das königliche Bezirksamt 2 mit der weiten Entfernung zum Marktplatz von einer dreiviertel Stunde. Der Markt Wolfratshausen schrieb, dass er im Bahnprojekt vernachlässigt werde und fürchtete sinkende Einwohnerzahlen. Im Oktober 1887 berichteten Zeitungen, dass an der Planung der Strecke bereits mit 30 Mann gearbeitet werde. Böhringer und Klopfer waren sich über das Bahnprojekt wohl nicht einig, sodass Böhringer eine Konzession für sich beantragte. Am 11. März 1888 wurde der Antrag auf eine Konzession gelöscht. Zeitungen in der Umgebung berichteten in der Zwischenzeit, dass das Bahnprojekt von Ernst Böhringer übernommen werde.
1888 stritt man sich weiter um den Wolfratshausener Bahnhof. Ernst Böhringer wollte den Bahnhof nicht ins Tal verlegen, da sonst Mehrkosten von bis zu 80.000 Goldmark pro Kilometer auftreten würden. In den folgenden Monaten trat das Gerücht auf, es sei geplant, das Streckenende von der Rottmannshöhe nach Eurasburg zu verlegen. Der Markt Wolfratshausen bot nun einen Zuschuss von 60.000 Mark für den Bau des Bahnhofs im Tal. Die Gemeinden um Eurasburg sammelten hingegen Geld, um Wolfratshausen zu überbieten. Mit den Zuschüssen hatte Wolfratshausen keinen Erfolg mehr. Der Markt beauftragte nun den Advokaten Dollmann. Am 26. September 1888 gründete man den Bahnverein München–Wolfratshausen, um die Interessen Wolfratshausens durchzusetzen. Doch schon einen Tag später einigten sich der Markt Wolfratshausen und Ernst Böhringer. Die Bahngesellschaft verpflichtete sich, eine Straße vom Markt zum Bahnhof zu bauen und diese auch zu betreiben. Am 13. November 1888 erhielt das Bahnprojekt die Konzession vom Prinzregenten Luitpold. Am 4. Januar 1889 wurde dem königlichen Bezirksamt München 2 mitgeteilt, dass die Bahnstrecke normalspurig gebaut werde und dass die Mehrkosten gegenüber der Meterspurbahn von den anliegenden Gemeinden übernommen würden, indem sie Teile ihres Grundes kostenlos abträten. Am 25. Januar 1889 sprachen sich nochmals einige Gemeinden für die Verlegung der Bahn ins Loisachtal aus. Diese wurde aber abgelehnt. Am 21. März 1889 übernahm die Detailplanungen die in München ansässige LAG.
Am 6. November 1889 kam es zur Gründung der Lokalbahn Aktien-Gesellschaft und Cie. (Isartalbahn) für den Bau und Betrieb der Isartalbahn. Die LAG ist in dieser als persönlich haftender Gesellschafter beteiligt. Der Endpunkt Rottmannshöhe wurde ausgeschlossen, die Bahn sollte in Richtung Bichl fortgesetzt werden. Am 6. November 1890 beschloss die LAG, die Isartalbahn vorerst nur bis Ebenhausen zu bauen. Ein Weiterbau werde spätestens fünf Jahre nach Betriebseröffnung erfolgen. Dies ergab für Wolfratshausen wieder eine Chance, durch die kostenlose Abtretung der Grundstücke für den Bau einen Bahnhof im Tal zu erhalten. Am 23. November 1889 bestätigte der Bürgermeister des Marktes Wolfratshausen die kostenlose Grundabtretung. Der Eisenbahnverein München–Wolfratshausen protestierte gegen die Aufgabe der Verlängerung zur Rottmannshöhe. Der Verein hatte aber keinen Erfolg mehr, der Bau war bereits beschlossen.

### Bau und Eröffnung des Abschnitts München–Wolfratshausen

Bau der Loisachbrücke bei Wolfratshausen im Winter 1890/1891

Bahnhof Pullach 1902

Am 16. Februar 1890 wurde die Einteilung der Strecke in Baulose veröffentlicht. Die Baulose I und II betrafen Pullach, Solln, Thalkirchen und Sendling. Hier sollten ungefähr 300 Mann arbeiten. Das Los III beinhaltete Hohenschäftlarn und Baierbrunn, hier sollten 200 Mann beschäftigt werden. Zell, Irschenhausen und Icking lagen im Baulos IV, wo zwischen 250 und 300 Mann zum Einsatz kommen sollten. Auf dem letzten Baulos, das den Abschnitt von Weidach nach Wolfratshausen beinhaltete, kam darüber hinaus eine Baulokomotive in Verwendung. Dies war die Lokomotive 15 der LAG. Die Konzession zum Bau und Betrieb der Isartalbahn erteilte Prinzregent Luitpold am 21. April 1890 an die Lokalbahn Aktien-Gesellschaft. Darauf konnten die Bauarbeiten am 27. Mai 1890 zwischen Thalkirchen und Wolfratshausen beginnen. Die Arbeiten gingen zügig voran. Im Februar 1891 konnte die Loisachbrücke bei Wolfratshausen in Betrieb genommen werden. Diese bestand aus 6000 Zentner Eisen. Am 24. Mai fand zwischen Thalkirchen und Ebenhausen die erste Probefahrt mit der Presse statt. Die Fertigstellung der Bahnstrecke zwischen Ebenhausen und Wolfratshausen verzögerte sich, da es im Abschnitt der Schlederleite immer wieder zu Hangrutschen kam. Die amtliche Probefahrt auf dem Abschnitt von Thalkirchen nach Ebenhausen fand am 9. Juni statt. Einen Tag später wurde der Streckenabschnitt eröffnet. Am 27. Juli 1891 startete der Betrieb auf dem Abschnitt von Ebenhausen nach Wolfratshausen. Die Züge waren meist an Wochenenden und Feiertagen gut ausgelastet, zahlreiche Münchner nutzten die Bahnstrecke als Ausflugsbahn, sodass die Isartalbahn an Feiertagen bis zu 20.000 Personen beförderte. Noch im Eröffnungsjahr benutzten 292.000 Fahrgäste die Bahn.
Zwischen Thalkirchen und München kam es zuvor zu Verhandlungen zwischen der Stadt München und der LAG. Die Verhandlungen zogen sich hin, da die LAG eine Straßenbahn vom Sendlinger Tor zum Isartalbahnhof bauen wollte. Dieses Projekt genehmigte die Stadt aber nicht. Dies erschwerte die Verhandlungen. Nach dem Abschluss eines Vertrages musste die LAG 209.565,48 Mark für den Grund zahlen. Zusätzlich waren einige Grundstücke zu enteignen, und jede Straße, die in Berührung kam, war auf diesem Abschnitt neu zu bauen. Der Bau konnte erst nach der Eröffnung des ersten Teilabschnitts nach Ebenhausen begonnen werden. Die Stadt München behauptete aber, dass der späte Beginn der Bauarbeiten nicht ihre Schuld sei. Bei durch München führenden Bahnstrecken solle der Bau immer in München begonnen werden. Am 10. April 1892 konnte der Güterverkehr zwischen München Süd und Thalkirchen aufgenommen werden. Der Personenverkehr begann am 1. Juni 1892, da zuvor das Bahnhofsgebäude des Isartalbahnhofes noch nicht fertiggestellt war. Schon am 8. September 1892 folgten die ersten Ausbesserungen. Die Brücken waren nicht für eine Doppeltraktion zugelassen, da die Eisenträger zu schwach waren. Nach einer Stärkung der Träger konnte die Einschränkung aufgehoben werden. Aufgrund der neu entstehenden Villenkolonie Prinz-Ludwigs-Höhe wurde 1893 dort ein Bahnhof errichtet. Der Güterverkehr erreichte kurz nach der Eröffnung der Strecke in den Jahren 1892 bis 1893 die größte Auslastung, da nach einem Befall von Nonnen-Raupen im Forstenrieder Park das geschädigte Holz rasch abtransportiert werden musste. So war im Jahr 1893 der Güterverkehr mit rund 4500 Wagenladungen ausgelastet. In den folgenden Jahren sank das Aufkommen, bis es ab 1900 wieder stieg.

### Verlängerung nach Bichl
Im Februar 1891 gründeten Bürger das Eisenbahncomitee München–Kochel. Dieses favorisierte die Verlängerung der Isartalbahn nach Bichl, um dort einen Anschluss an die Staatsbahn nach Kochel herzustellen. Im Juni 1894 kündigten die Königlich Bayerischen Staatseisenbahnen an, die Bahnstrecke von Penzberg nach Kochel zu planen. Darauf sollte die Projektierung der Bahnstrecke von Kochel nach Wolfratshausen folgen. Im Dezember 1894 wurde nochmals verdeutlicht, dass eine Abgabe der Projektierungen der LAG nicht in Frage komme. Schon am 21. Juni 1895 erhielt die LAG die Konzession für die Planung der Bahnstrecke von Wolfratshausen nach Kochel, am 27. Juni 1896 auch die für den Bau und den Betrieb. Da die Königlich Bayerischen Staatseisenbahnen aber Verluste für ihre längere Strecke von München über Tutzing nach Kochel befürchteten, durfte die Verlängerung der Isartalbahn nicht vor der Staatsbahn fertiggestellt werden. Außerdem mussten die Tarife der Isartalbahn höher sein. Der Bau der Verlängerung begann nun am 25. August 1896. Am 1. Juni 1897 konnte der Streckenabschnitt von Wolfratshausen nach Eurasburg in Betrieb genommen werden. Am 15. August 1897 folgte die Verlängerung bis Beuerberg. Da sich der Bau der Staatsbahn verzögerte, konnte die restliche Strecke bis Bichl erst am 23. Mai 1898 eröffnet werden.

### Ausbau und Gleichstromelektrifizierung von München bis Höllriegelskreuth

Bahnbetriebswerk Thalkirchen um 1900

Der Personenverkehr stieg in der Folgezeit zwischen München und Höllriegelskreuth stark an. Letzterer Bahnhof erschloss dabei auch die benachbarte Gemeinde Grünwald, die erst 1910 durch eine Überlandstrecke der Straßenbahn München ihren eigenen Schienenanschluss erhielt. Um vor allem an Wochenenden den starken Ausflugsverkehr bewältigen zu können, war ein zweigleisiger Ausbau der Strecke zwischen München-Isartalbahnhof und Höllriegelskreuth notwendig. Am 21. September 1896 fingen die Ausbauarbeiten an. Zwischen Pullach und Höllriegelskreuth war das zweite Gleis am 2. November 1896 fertiggestellt. Am 1. Mai 1897 konnte die Doppelspur zwischen Pullach und Thalkirchen in Betrieb genommen werden. Wegen Verhandlungen mit der Stadt und mit Grundstückseigentümern war der Abschnitt München Isartalbahnhof–Thalkirchen erst ab dem 23. Dezember 1897 zweigleisig befahrbar. Gleichzeitig ließ die LAG die Bahnübergänge mit Schranken absichern. Da der Einsatz von elektrischen Triebwagen wirtschaftlicher wäre, beantragte die LAG die Elektrifizierung von München-Isartalbahnhof bis Höllriegelskreuth. Zu diesem Zeitpunkt betrieb die LAG mit der Bahnstrecke Meckenbeuren–Tettnang bereits die erste elektrische Vollbahn Deutschlands; das Unternehmen galt damals als Vorreiter auf diesem Gebiet.
Die Genehmigung für die Elektrifizierung der Isartalbahn erfolgte am 22. Februar 1899. Thalkirchen war der neu gewählte Standort für das Kraftwerk. Mit dessen Bau begann die LAG am 5. April 1899 und mit dem Bau der Oberleitung am 17. Mai 1899. Zum Einsatz kam Gleichstrom mit einer Spannung von 750 Volt. Am 15. Januar 1900 startete der elektrische Betrieb. Die Gesamtkosten beliefen sich auf 623.000 Mark. Die Infrastruktur ermöglichte eine Bedienung im 15-Minuten-Takt. An Ausflugstagen wurde im 15-Minuten-Takt, sonst im 30- bzw. 60-Minuten-Takt gefahren. 1900 beförderte die Bahn täglich durchschnittlich 3400 Personen, bis zum Ersten Weltkrieg stiegen die Fahrgastzahlen durch den Ausflugsverkehr weiter an. 1904 konnte die Höchstgeschwindigkeit zwischen Wolfratshausen und Bichl von 30 auf 40 km/h erhöht werden, was durch wenige Anpassungen an der Strecke möglich wurde.

### Weitere Entwicklung und Verstaatlichungsbestrebungen
Schon um 1900 gab es den Wunsch, die Isartalbahn nach Innsbruck zu verlängern und zu verstaatlichen. Die Königlich Bayerischen Staatseisenbahnen arbeiteten 1904 die ersten Planungen aus, dabei ermittelten diese eine ungefähre Streckenführung. Außerdem begannen die Projektierungsarbeiten für eine Verbindungskurve zur Staatsbahnstrecke bei Pullach. Zum 1. Januar 1908 gab man die Planung für die Verlängerung nach Innsbruck auf, da der Bau der Bahnstrecke München–Garmisch-Partenkirchen und der Mittenwaldbahn beschlossen worden war. Die Bevölkerung gab sich aber immer noch nicht zufrieden. Die hohen Fahrpreise, die von der LAG als Bedingung der Verlängerung nach Bichl gefordert wurden, sollten durch eine Verstaatlichung vermieden werden. So kostete eine Fahrt auf der 50,5 Kilometer langen Isartalbahn in der ersten Klasse mit 20 % Lokalbahnzuschlag 5,30 Reichsmark, während es auf der mit 66,5 Kilometern deutlich längeren Strecke über Tutzing nur 5,10 RM kostete. Für die Fahrt in der zweiten Klasse verlangte die LAG 3,40 RM, auf der Staatsbahnstrecke über Tutzing forderte die LAG 3,30 RM. In der Klasse IIIa kostete es auf beiden Strecken 2,20 RM, in der Klasse IIIb 1,40 RM. Für Ausflügler gab es eine sogenannte Rundreisekarte. Sie kostete 0,50 RM und beinhaltete eine Straßenbahnfahrt von einer beliebigen Haltestelle in München nach Grünwald, die Ermäßigung des Brückenzolls auf der Großhesseloher Brücke von 0,10 RM auf 0,05 RM, die Rückfahrt von Höllriegelskreuth zum Isartalbahnhof mit der Isartalbahn und die Rückfahrt zu einer beliebigen Haltestelle der Münchner Straßenbahn. Die LAG wehrte sich vorerst gegen Verhandlungen mit dem Staat. Ab 1911 wurden sie wegen des starken Widerstands der Bevölkerung doch geführt. Die Planungen zur Verstaatlichung gaben die Verantwortlichen nach Ausbruch des Ersten Weltkriegs auf. Der Güterverkehr blieb in den nächsten Jahren relativ konstant; 1910 lag die Anzahl der Wagenladungen bei rund 10.500. Die Bahn transportierte meist Holz oder andere landwirtschaftliche Produkte.
Im Ersten Weltkrieg sank die Anzahl der beförderten Fahrgäste wieder. Von August bis September 1914 musste die LAG 100 Personenwagen für die Beförderung von Soldaten an den Staat leihen. 1915 wurden nochmals 65 Personenwagen verliehen. Am 16. Januar 1915 schaffte die LAG die erste Klasse in den Zügen ab. In den folgenden Jahren fuhr die LAG auf der Isartalbahn immer mehr Verluste ein. Weitere Informationen über die Kriegsjahre sind nicht mehr vorhanden, da die LAG die Kosten für Papier sparen musste. Nach dem Krieg waren die Fahrzeuge in einem sehr schlechten Zustand, da die Wagen nicht mehr wasserdicht waren. Dies wirkte sich auch auf die Fahrgastzahlen aus. Die Isartalbahn beförderte 1923 noch 2,3 Millionen Personen. 1926 sank die Zahl auf 1,8 Millionen Personen jährlich. Die zweite Klasse wurde ab 1926 nur noch in von München bis Bichl durchgehenden Zügen geführt, da sich eine zweite Klasse in den Vorortzügen zwischen Höllriegelskreuth beziehungsweise Wolfratshausen und München nicht mehr lohnte. Parallel zur Isartalbahn entstand 1929 eine Kraftpostlinie der Deutschen Reichspost, an der die LAG zu 35 Prozent beteiligt war. Da dadurch die Verluste auf der Isartalbahn stiegen, zog die LAG die Beteiligung 1931 zurück. In dem Jahr kam es zur Verringerung der Zuganzahl. Die Fahrgastzahlen sanken weiter auf 1,4 Millionen Fahrgäste jährlich. In einem Geschäftsbericht der LAG aus dem Jahr 1932 stellte die LAG in Frage, ob sie den Betrieb auf der Isartalbahn überhaupt noch tragen könne, da die Strecke immer größere Verluste erwirtschaftete. Seitens des Staates wurde eine Verstaatlichung abgelehnt. Wenn die LAG nicht mehr in der Lage wäre, den Betrieb fortzuführen, sollte die Isartalbahn stillgelegt werden. Ab dem 1. Dezember 1932 fuhren täglich nur noch vier Zugpaare zwischen München und Wolfratshausen. 1932 betrug der Verlust 375.816 Reichsmark. Die Verpflichtung, höhere Tarife zu verlangen als die Staatsbahn, wurde wegen der schlechten finanziellen Lage der LAG ab 1933 abgeschafft. Die Gemeinden an der Isartalbahn verpflichteten sich zur Zahlung von ungefähr 20.000 Reichsmark zum Erhalt der Isartalbahn. Die Deutsche Reichspost reduzierte zusätzlich die Anzahl der parallel zur Strecke verlaufenden Kraftpostkurse. Ende 1933 konnten auf der Isartalbahn zwischen München und Wolfratshausen wieder elf Zugpaare verkehren. Der Personenverkehr nahm in den folgenden Jahren zu, der Güterverkehr durch den zunehmenden Straßenverkehr jedoch ab.

### Verstaatlichung und Stilllegung einzelner Abschnitte

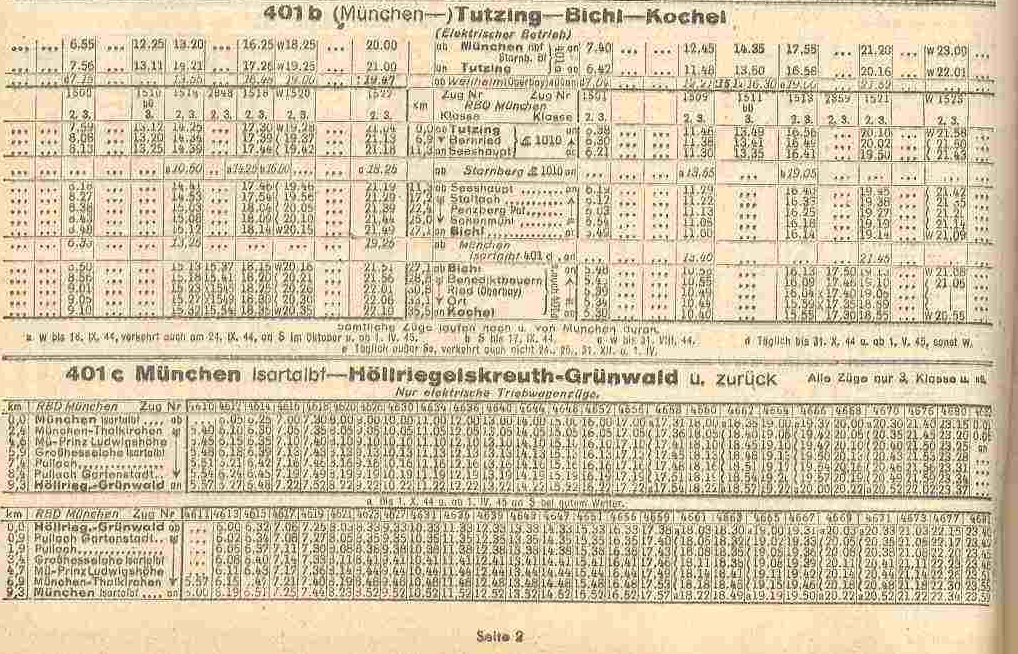
Auszug aus dem Kursbuch von 1944

Die Deutsche Reichsbahn übernahm am 1. August 1938 die Lokalbahn AG und damit auch die Isartalbahn. Sie bezog die Isartalbahn in die während der nationalsozialistischen Zeit verfolgten Umbauplanungen des Münchner Eisenbahnnetzes ein. Sie sollte als Durchgangsstrecke in Richtung Italien dienen. Die Pläne wurden aber kurz nach dem Beginn des Zweiten Weltkriegs verworfen. Durch die Munitionsfabrik bei Geretsried stieg der Güterverkehr kurzzeitig an. Die Munitionsfabrik erhielt 1939 ein Anschlussgleis, das bei Wolfratshausen in die Isartalbahn mündet. Als die Zerstörung Münchens zunahm, errichtete die Deutsche Reichsbahn eine Verbindung vom Anschlussgleis nach Süden, sodass in Wolfratshausen ein Gleisdreieck entstand, und leitete die Güterzüge über Bichl, Tutzing, Weilheim und die Ammerseebahn um. Die Munitionsfabrik bedienten täglich zwei bis drei Güterzüge. Am 4. Juni 1942 wurde das zweite Streckengleis zwischen Großhesselohe Isartalbahnhof und Höllriegelskreuth-Grünwald stillgelegt und zurückgebaut, um Oberbaustoffe für den Kriegseinsatz zu gewinnen. In Pullach blieb dabei eine Kreuzungsmöglichkeit bestehen. Von Ende 1942 bis Anfang 1943 errichtete die Deutsche Reichsbahn im Zuge der Bauarbeiten am Führerhauptquartier Siegfried in Pullach eine Verbindungskurve vom Großhesseloher Isartalbahnhof zum Bahnhof Solln an der Bahnstrecke München–Lenggries, die nur im Güterverkehr benutzt wurde. Am 19. Juli 1944 wurde die Isartalbahn bei einem Luftangriff der United States Air Force zu 70 Prozent zerstört. Für den Abtransport der Waren der Munitionsfabrik setzten Bahnarbeiter die Isartalbahn wieder provisorisch instand, wobei wegen Materialmangels nur salzgetränkte Schwellen verwendet wurden. Der Verkehr auf der Isartalbahn konnte nach dem Zweiten Weltkrieg nur langsam wieder normalisiert werden. Die Fahrzeuge waren zerstört oder über ganz Deutschland verteilt abgestellt. Ab 1946 konnte der reguläre Personenverkehr weitgehend wiederaufgenommen werden. Nach dem Zweiten Weltkrieg sank das Güterverkehrsaufkommen wieder, der Personenverkehr stieg durch Hamsterfahrten kurzzeitig an.
Das zweite Streckengleis zwischen Großhesselohe Isartalbahnhof und Höllriegelskreuth-Grünwald wurde bis 1950 wieder aufgebaut. Am 8. Oktober 1950 ging die Verbindungskurve in der Nähe des Großhesseloher Isartalbahnhofs für den Personenverkehr in Betrieb, wodurch eine direkte Verbindung über die Bahnstrecke München–Lenggries zum Münchner Hauptbahnhof geschaffen wurde. Fast alle Personenzüge fuhren fortan über die Kurve direkt von und bis zum Münchener Hauptbahnhof. In den 1950er Jahren plante die Deutsche Bundesbahn, den Betrieb von Gleichstrom auf Wechselstrom umzustellen. Am 25. März 1955 fiel der Gleichrichter im Kraftwerk Maria-Einsiedel aus. In den darauf folgenden Monaten wurde die Strecke deshalb vorzeitig auf Wechselstrombetrieb umgestellt, sodass der elektrische Betrieb wiederaufgenommen werden konnte. Am 27. September 1957 begann auf der Zulaufstrecke München Hauptbahnhof–Großhesselohe Isartalbahnhof der elektrische Betrieb; im Mai 1960 folgte der Abschnitt Höllriegelskreuth–Wolfratshausen, sodass ab 29. Juni 1960 ein durchgehender elektrischer Betrieb zwischen München und Wolfratshausen möglich war.
In den 1950er Jahren hatte die Isartalbahn jährlich Verluste von 2,8 Millionen D-Mark eingefahren. Die salzgetränkten Schwellen verfaulten, weswegen die Höchstgeschwindigkeit von 60 km/h auf 40 km/h und kurz darauf auf 30 km/h herabgesetzt werden musste. Da sich die Sanierung des Oberbaus aufgrund der geringen Fahrgastzahlen nicht mehr lohnte, beschloss die Deutsche Bundesbahn Anfang 1958 die Stilllegung des Abschnittes von Beuerberg nach Bichl. Daraufhin wurde der Abschnitt am 31. Mai 1959 zum Beginn des Sommerfahrplans für den Personenverkehr und den Güterverkehr stillgelegt und bereits im Dezember desselben Jahres abgebaut. Als Ersatz verkehrten fortan Bahnbusse.
Anfang der 1960er Jahre plante die Stadt München den Ausbau des Mittleren Rings, wofür die Schließung des Bahnübergangs an der Brudermühlstraße nötig war. Deshalb stellte die Stadt München im Jahr 1963 einen Stilllegungsantrag für den Abschnitt vom Münchner Isartalbahnhof zum Großhesseloher Isartalbahnhof. Die Deutsche Bundesbahn lehnte diesen nach einer Fahrgastzählung jedoch ab, da sich die Aufrechterhaltung des Betriebes weiterhin lohnte. Weil die Deutsche Bundesbahn jedoch den Zuschlag für die S-Bahn-Stammstrecke München erhalten wollte, wofür die Stadt den Bau der U-Bahn auf derselben Strecke verwerfen musste, stimmte die Deutsche Bundesbahn der Stilllegung des Bahnübergangs doch zu. Daraufhin stellte die Deutsche Bundesbahn den Personenverkehr am 31. Mai 1964 ein. Fortan verkehrten alle Personenzüge über die Verbindungskurve bei Großhesselohe. 1970 demontierte die Deutsche Bundesbahn zwischen München Süd und Großhesselohe die Oberleitung und ließ das zweite Gleis abbauen. Der Bahnübergang an der Brudermühlstraße wurde ebenfalls entfernt. Der Güterverkehr blieb auf dem Abschnitt Großhesselohe–Thalkirchen und zwischen München-Süd und dem Heizkraftwerk Süd zum Anschluss mehrerer Firmen erhalten. Am 27. Mai 1972 stellte die Deutsche Bundesbahn den Zugverkehr auf dem Streckenabschnitt von Wolfratshausen nach Beuerberg aufgrund zurückgehender Fahrgastzahlen ein. Statt der Personenzüge kamen nun Bahnbusse zum Einsatz.

### Integration in die S-Bahn München

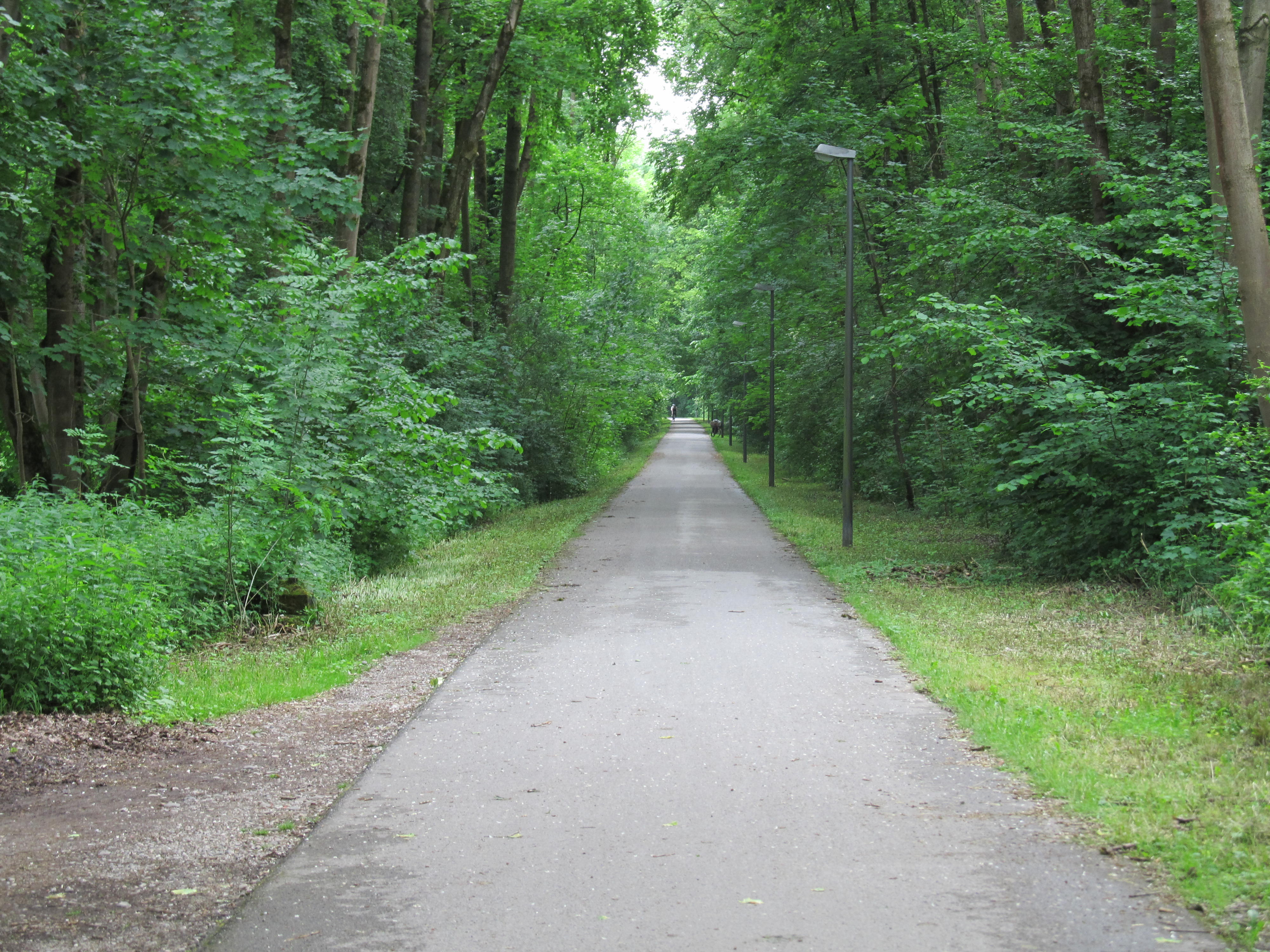
Isartalbahnweg bei Maria-Einsiedel

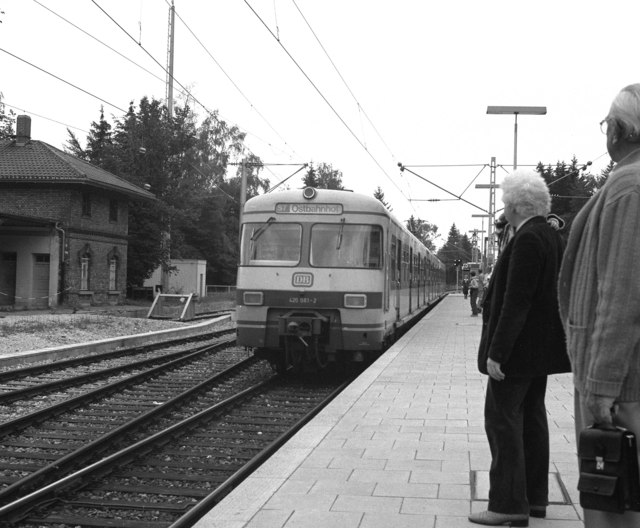
Triebwagen der Baureihe 420 am 31. August 1982 in Großhesselohe Isartalbahnhof

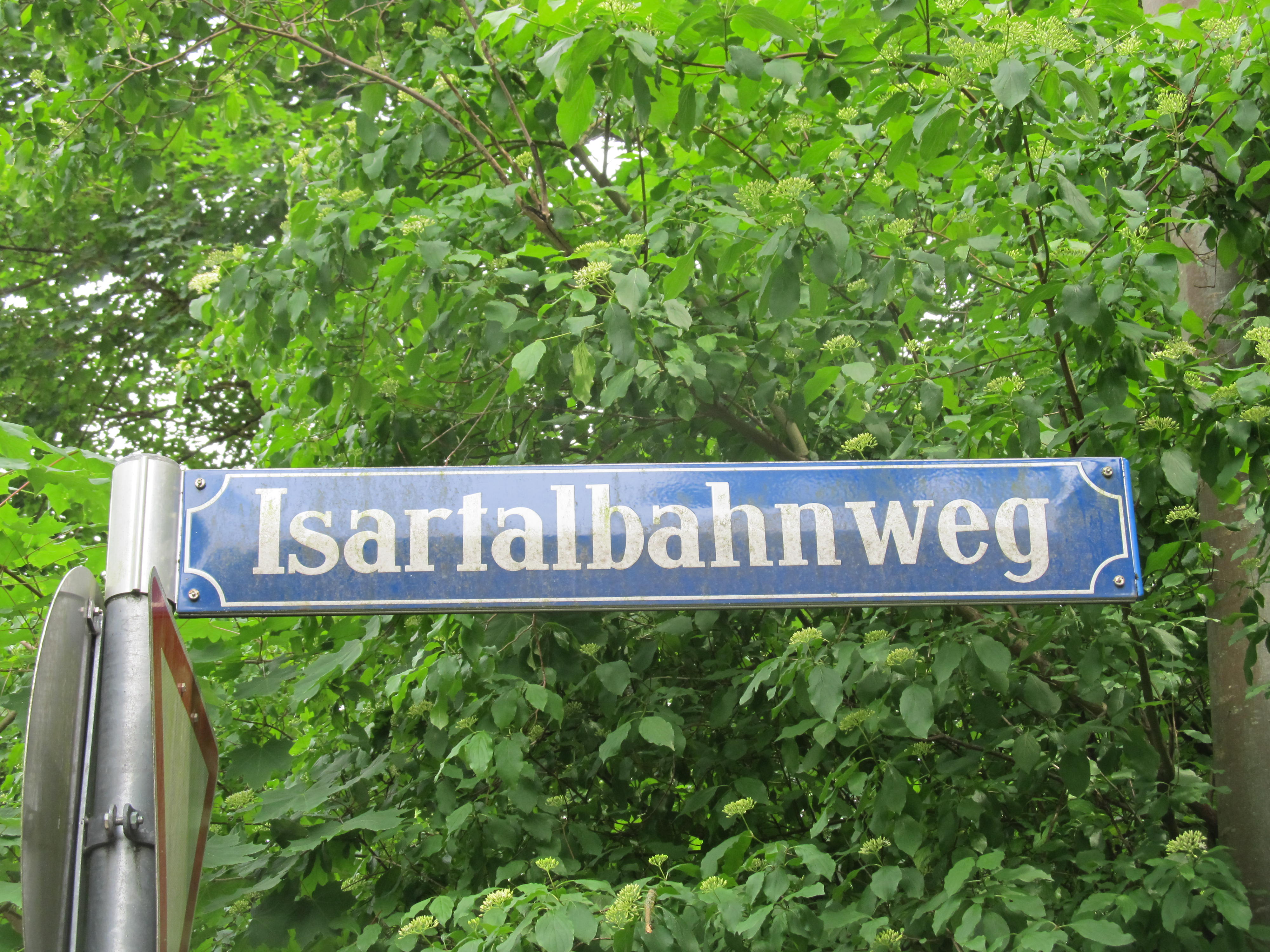
Straßenschild des Isartalbahnweges

1970 wurden in Vorbereitung auf den S-Bahn-Betrieb die Bahnsteige zwischen Großhesselohe-Isartalbahnhof und Wolfratshausen auf 76 Zentimeter erhöht. Am 28. Mai 1972 begann der S-Bahn-Betrieb zwischen dem Holzkirchner Flügelbahnhof und Wolfratshausen. Seither ist die Strecke in den Münchner Verkehrs- und Tarifverbund (MVV) integriert. Diese als S10 bezeichnete Linie bot noch keine direkte Verbindung zur neuen S-Bahn-Stammstrecke, am Hauptbahnhof mussten die Fahrgäste umsteigen. Die Verbindung zur Stammstrecke realisierte die Deutsche Bundesbahn am 31. Mai 1981 durch den Bau des Südstreckentunnels an der Donnersbergerbrücke, und die S7 ersetzte die S10. Gleichzeitig baute die Deutsche Bundesbahn die Verbindungskurve bei Großhesselohe zweigleisig aus, wodurch auf der S7 ein 20-Minuten-Takt eingerichtet werden konnte. Seit dem 15. Dezember 2013 verkehrt in der Hauptverkehrszeit zwischen Großhesselohe Isartalbahnhof und Höllriegelskreuth die S20 aus Richtung Pasing zusätzlich im Stundentakt.
Zum 1. April 1989 stellte die Deutsche Bundesbahn den Güterverkehr zwischen Großhesselohe und Thalkirchen, der zuletzt nur noch aus sehr wenigen Zügen bestand, ein. Zum 1. September 1995 legte die Deutsche Bahn AG den Abschnitt Thalkirchen–Großhesselohe still. 1998 wurde das Gleis abgebaut, nur neben der Schäftlarnstraße und am ehemaligen Betriebswerk Thalkirchen sind teilweise noch Schienen zu erkennen. Der frühere Isartalbahnhof im Münchner Großmarktviertel ist stillgelegt. Die Regionalgeschäftsstelle München der Johanniter-Unfall-Hilfe nutzt das Backsteingebäude an der Schäftlarnstraße, das zwischen Bahnstrecke, Heizkraftwerk und Großmarkt liegt, unter anderem als Rettungswache. Die Brücke über die Isartalstraße, die einstige Verbindungskurve zwischen dem Isartalbahnhof und dem Südbahnhof, ist noch erhalten. Der Überbau wurde erst 2008 vollständig erneuert. Diese Stichstrecke führte als Anschlussgleis am Isartalbahnhof vorbei und diente bis in die 2000er Jahre noch als Verbindung zum Heizkraftwerk Süd, ist allerdings inzwischen fast vollständig abgebaut. 
Zwischen der Benediktbeuerer Straße beim Asam-Schlössl und der Einmündung der Großhesseloher Straße in die Knotestraße wird das Planum seit dem 1. April 2001 auf einer Länge von circa zwei Kilometern als asphaltierter Bahntrassenradweg genutzt. Ebenso richtete man auch auf dem südlichen Abschnitt zwischen Wolfratshausen und Beuerberg einen circa neun Kilometer langen und gleichfalls asphaltierten Radweg ein.

### Unfälle
Der erste Unfall auf der Strecke ereignete sich zwei Jahre nach der Eröffnung des Betriebes: Der Lokführer eines Lokalbahnzuges übersah wegen eines Schneesturms am 21. Januar 1893 die in Thalkirchen stehende Leermaschine, er verletzte sich während des Aufpralls leicht. Ein weiterer Unfall geschah am 27. Januar 1893, als im Bereich der Schlederleite ein Felsbrocken von einem Meter Größe auf die Gleise fiel. Da der Lokführer die Gefahr nicht rechtzeitig erkannte, löste er zu spät die Notbremse aus. Die Lokomotive stürzte um, der erste Personenwagen schleuderte in die Luft. Bei einigen Fahrgästen gab es leichte Verletzungen, der Lokführer und der Heizer konnten aus der Lokomotive kriechen. Es entstand größerer Sachschaden.
Am 31. Juli 1925 entgleiste ein Nahgüterzug bei Kilometer 38,6 zwischen Beuerberg und Fletzen, weshalb die im Zug geladenen Waren Schaden nahmen. Südlich von Beuerberg ereignete sich am 12. März 1929 ein weiterer Unfall: Ein Güterzug entgleiste an einer Anschlussweiche, es entstand größerer Sachschaden. Am 27. Oktober 1960 ereignete sich ein weiterer Unfall im Bahnhof Baierbrunn: Zwei Nahverkehrszüge prallten an einem Bahnsteiggleis aufeinander, nachdem der Fahrdienstleiter die Weiche im Bahnhof zu früh gestellt hatte. Während des Aufpralls wurden 14 Personen leicht und eine Person schwer verletzt. Es entstand ein Sachschaden von 40.000 DM.
Im Bahnhof Baierbrunn kam es zu einem Unfall, nachdem der Fahrdienstleiter vergessen hatte, nach Ankunft einer Leergarnitur auf Gleis 1 die Weiche zu stellen. Der folgende S-Bahn-Triebzug fuhr auf die Leergarnitur auf. Bei dem Unfall kamen keine Personen zu Schaden, es entstand Sachschaden von rund 150.000 DM.
Am 14. Februar 2022 kam es zum Eisenbahnunfall von Ebenhausen-Schäftlarn, bei dem in der nördlichen Ausfahrt des Bahnhofs Ebenhausen-Schäftlarn zwei S-Bahn-Züge frontal kollidierten. Ein 24-jähriger Fahrgast starb.
Bereits am 5. August 2021 war es zwischen Icking und Wolfratshausen zu einem Beinahe-Zusammenstoß zweier S-Bahn-Züge gekommen. Ein Befehl zum Fahren auf Sicht war fälschlicherweise als Zustimmung zur Vorbeifahrt am Haltbegriff interpretiert worden. Zwei S-Bahnen fuhren aufeinander zu und kamen im Abstand von rund 150 m zum Stehen.

## Streckenbeschreibung

### Verlauf

Höhenprofil der Isartalbahn

Die Isartalbahn begann am Fuße des Bahndammes der Bahnstrecke München–Rosenheim am Isartalbahnhof. Im Tal der Isar verlief die Strecke in der Ebene weiter bis zum Bahnhof Thalkirchen. Die Strecke führte mit einer geringen Steigung von vier Promille weiter zum Haltepunkt Maria-Einsiedel. Vor der Station Prinz Ludwigshöhe stieg die Strecke 20 Promille an und verließ dabei das Isartal. Am Streckenkilometer 5,5, 450 Meter vor dem Großhesseloher Isartalbahnhof, befindet sich die Eisenbahnbrücke über die Bahnstrecke München–Lenggries. Vor dem Großhesseloher Isartalbahnhof mündet die Verbindungskurve von der Bahnstrecke München–Lenggries ein. Die weitere heute noch im Betrieb befindliche Strecke ist bis Ebenhausen weitgehend geradlinig in einer Ebene ausgeführt. Kurz nach Ebenhausen wird der höchste Punkt der Strecke bei rund 665 Metern über dem Meer erreicht. Bis Icking verläuft die Strecke leicht bergab. Nach dem Bahnhof Icking wird das Gefälle auf der sogenannten Schlederleite stärker und erreicht bis zu 33 Promille. Kurz vor Wolfratshausen mündet die Loisach in die Isar, die Strecke folgt ab der Mündung der Loisach. Sie überquert die Loisach auf einer 169 Meter langen Brücke und erreicht mit dem Bahnhof Wolfratshausen den heutigen Streckenendpunkt. In Wolfratshausen zweigt ein Anschlussgleis nach Geretsried ab.
Die weitere heute stillgelegte Strecke bis Bichl verlief weitgehend flach. Vor Degerndorf überquerte die Strecke mit einer Brücke die Loisach. Bei Beuerberg verließ die Strecke das Tal, kehrte aber kurz danach wieder in dieses zurück. Bei Fletzen wurde mit einer Brücke die Loisach ein weiteres Mal überquert. Kurz vor Bichl erreichte sie die Kochelseebahn. Der ehemalige Endpunkt Bichl lag am Streckenkilometer 50,6.

### Bahnhöfe und Betriebsstellen

#### Abschnitt München Isartalbahnhof–Großhesselohe Isartalbahnhof
Auf dem heute stillgelegten ehemals zweigleisigen Streckenabschnitt von München Isartalbahnhof nach Großhesselohe Isartalbahnhof wurden die Gleisanlagen zurückgebaut. Auf der Bahntrasse zwischen Thalkirchen und Prinz Ludwigshöhe entstand ein asphaltierter Radweg. Die restliche Bahntrasse ist heute ungenutzt, eine Umgestaltung zu einem Radweg ist geplant.

##### München Isartalbahnhof

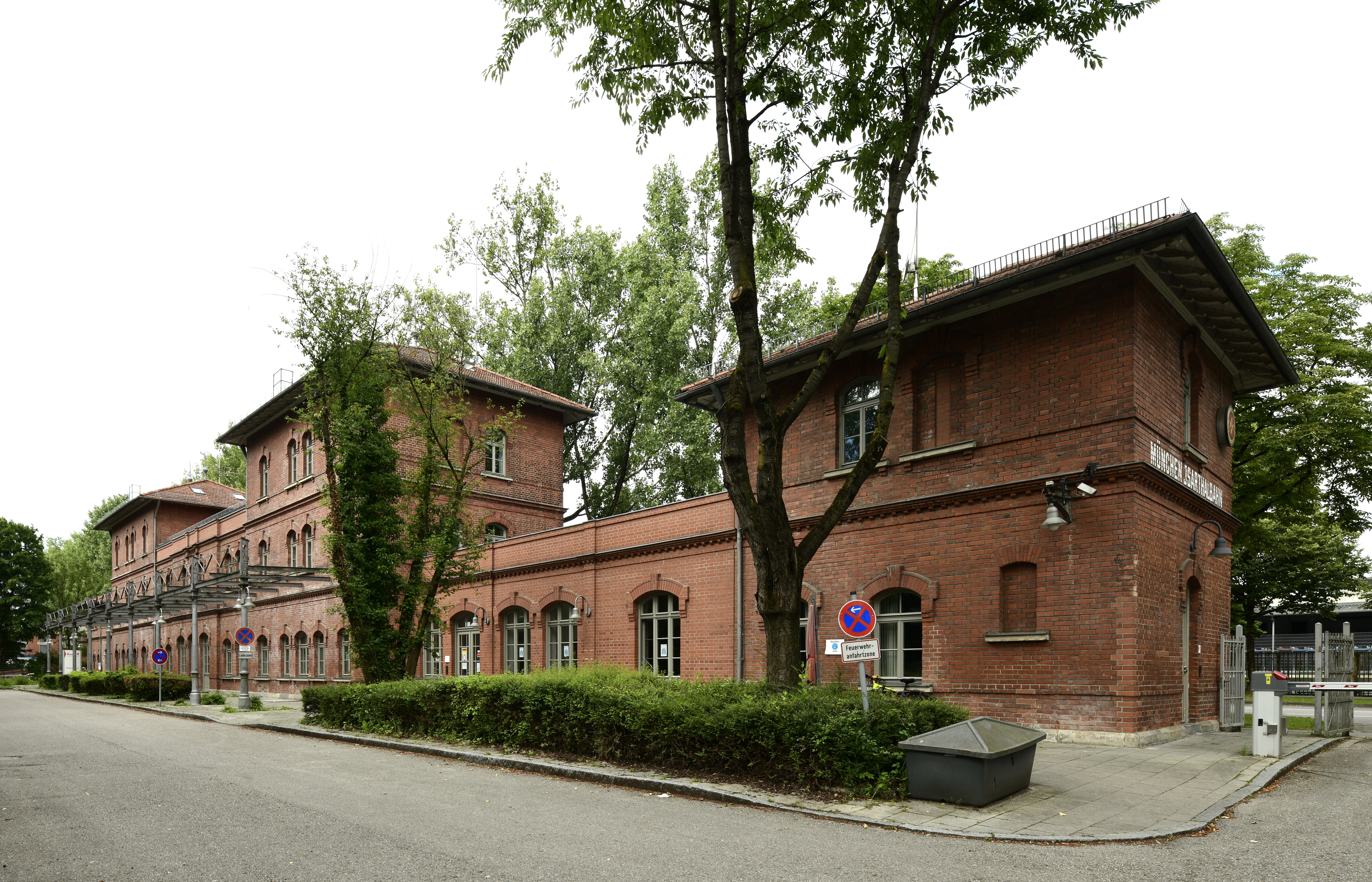
Empfangsgebäude des Isartalbahnhofs, Gleisseite (2020)

Der Bahnhof liegt im Münchner Stadtteil Sendling und diente als Umsteigestation zur Münchner Straßenbahn in Richtung Sendlinger Tor. Er besaß drei Bahnsteiggleise und zwei Gleise für das Abstellen von Personen- und Güterzügen. Der Bahnhof war über eine Verbindungskurve mit dem Bahnhof München-Süd verbunden. Das Bahnhofsgebäude bestand aus einem Hauptgebäude und jeweils einem Flügel an beiden Seiten. Es ist im Stil der Neurenaissance im Rohbacksteinbau erbaut. Zusätzlich waren Güterverkehrsanlagen wie zum Beispiel Waagen vorhanden. Zum Wenden der Lokomotiven war der Bahnhof mit zwei Drehscheiben ausgestattet. Das Bahnhofsgebäude ist heute noch vorhanden.

##### München-Thalkirchen

LAG-Triebwagen 504 in München-Thalkirchen

Der Bahnhof München-Thalkirchen wies ein Empfangsgebäude und vier Gleise für den Personenverkehr auf. Zusätzlich waren drei Ladegleise für den Güterverkehr vorhanden. Im südlichen Bahnhofsbereich befanden sich die Anlagen des Bahnbetriebswerkes Thalkirchen. Nach der Einstellung des Personenverkehrs auf dem Streckenabschnitt bis 1964 wurden die Gleisanlagen noch bis in die 1980er Jahre für Güterverkehr genutzt. 1967 begann der Rückbau des zweiten Streckengleises. Im Zuge der späteren Bebauung des ehemaligen Bahnhofsgeländes wurde 2010 das Bahnhofsgebäude abgerissen.

##### Bahnbetriebswerk Thalkirchen
Zwischen Thalkirchen und Maria-Einsiedel entstand nach der Eröffnung die Hauptwerkstätte der LAG. Die Betriebswerkstätte bestand nach der Eröffnung aus einem fünfständigen Rundlokschuppen. Dort waren alle Lokomotiven, Güterwagen und Personenwagen beheimatet, die auf der Isartalbahn fuhren. Für die Elektrotriebwagen errichtete die LAG 1900 eine weitere Wagenhalle mit drei Ständen. Zusätzlich entstand auf dem Gelände des Bahnbetriebswerkes ein Kraftwerk, das einen Teil des benötigten Stroms erzeugte. In der Folgezeit wurden auch andere Triebwagen wie zum Beispiel die DB-Baureihe ET 182 im Bahnbetriebswerk Thalkirchen stationiert. Zum 1. Januar 1952 war das Bahnbetriebswerk eine Außenstelle des Bahnbetriebswerkes München Ost, 1956 wurde es gänzlich aufgelassen. Die Gleisanlagen der Einrichtung wurden ab dem 31. Mai 1964 teilweise abgebaut. Einige Teile der Anlage und Gleise waren jedoch auch bis zum Frühjahr 2014 noch vorhanden. Die Gebäude wurden teilweise abgerissen, anderweitig verwendet oder lagen brach. Der fünfständige Rundlokschuppen, die dreiständige Triebwagenhalle, die ehemalige Reparaturwerkstatt, das Kesselhaus sowie einige kleinere Wohn- und Dienstgebäude sind bis heute vorhanden, sie sind aufgrund ihrer Sichtziegelbauweise im Stil der Industriearchitektur des 19. Jahrhunderts als Baudenkmäler in die Bayerische Denkmalliste eingetragen. Die noch vorhandenen Gebäude wurden von 2014 bis 2015 im Zuge einer Neugestaltung des Areals saniert und werden gewerblich genutzt.

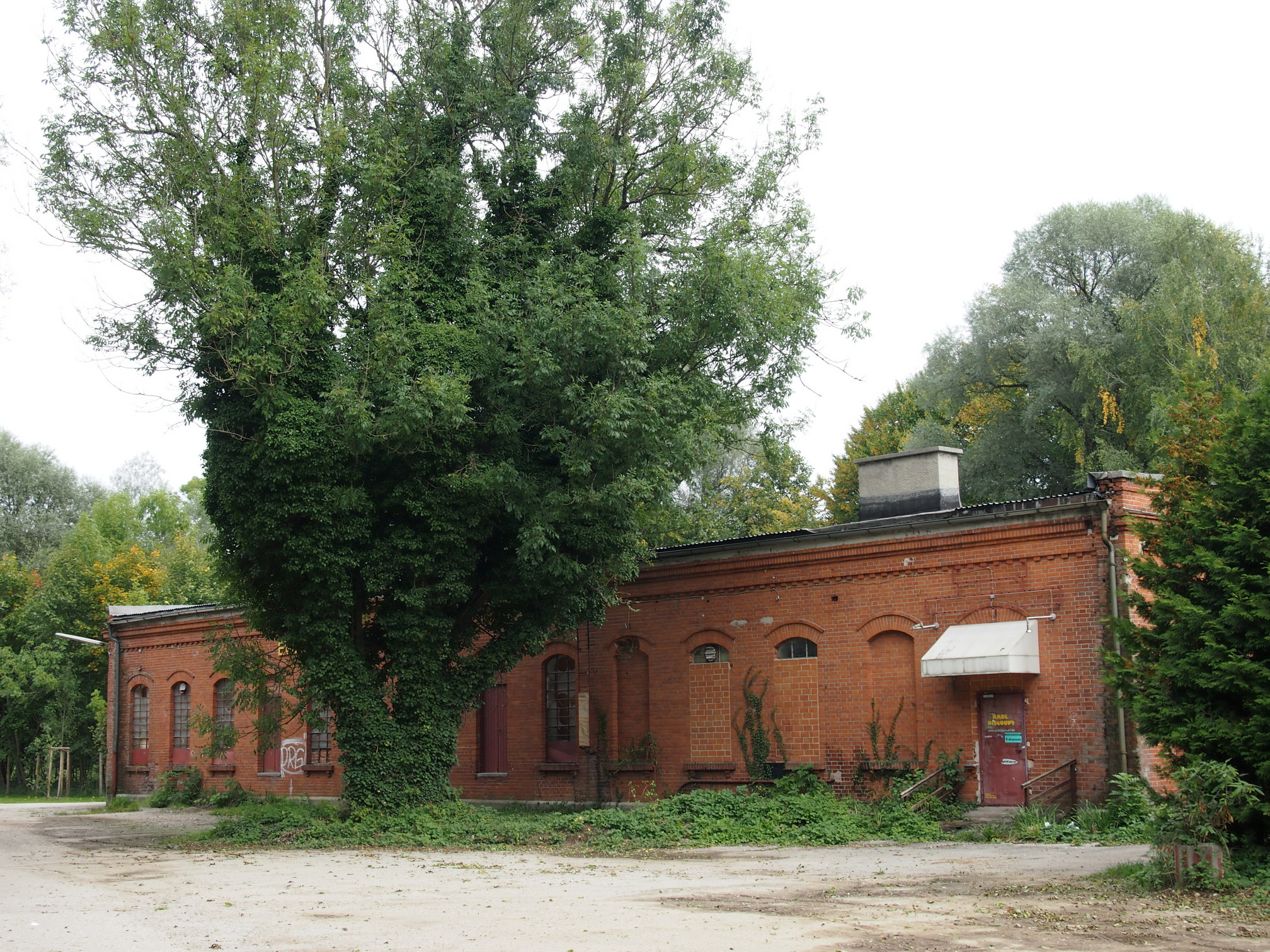
Ehemalige vierständige Reparaturwerkstätte
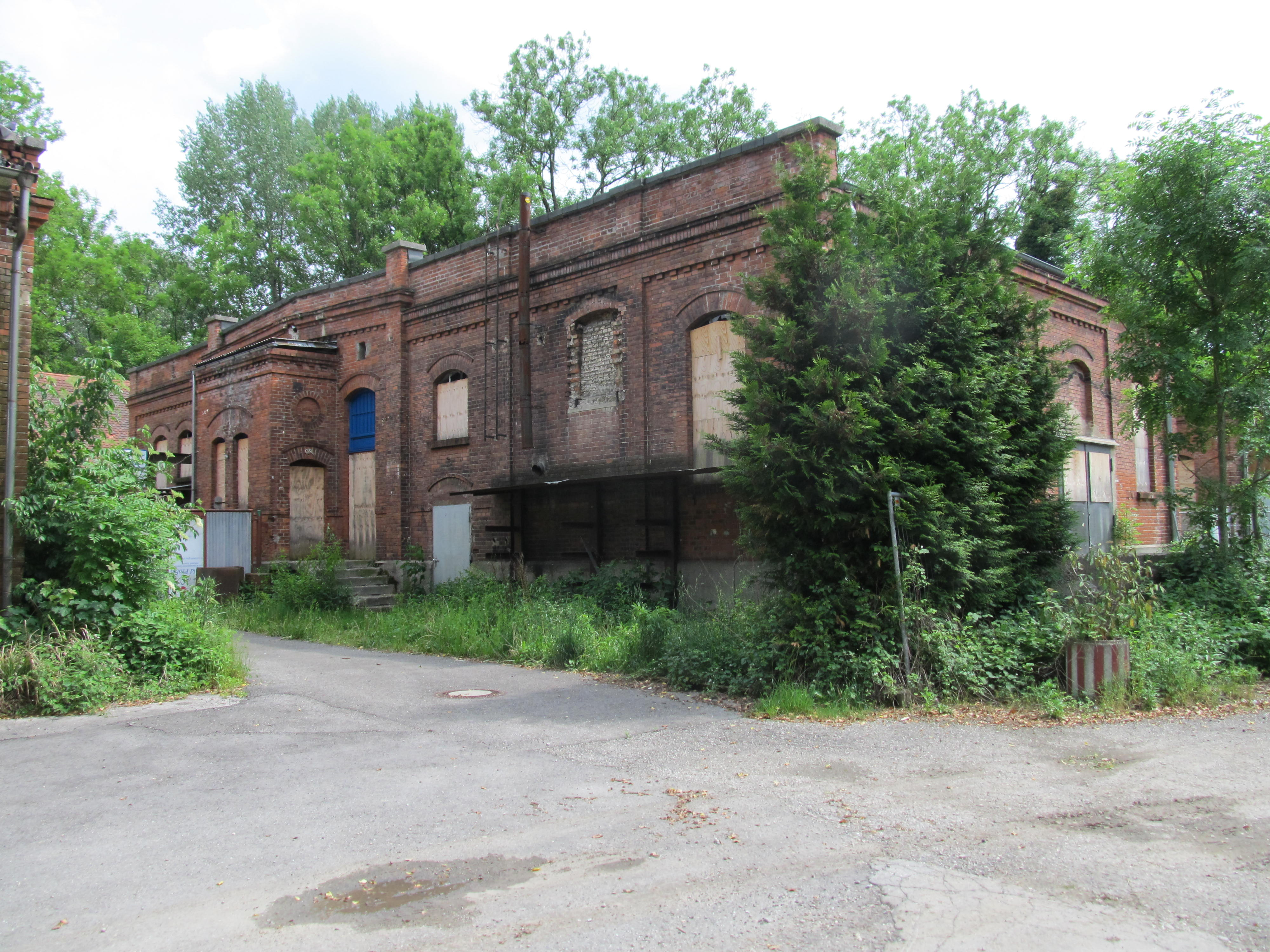
Ehemaliges Kesselhaus
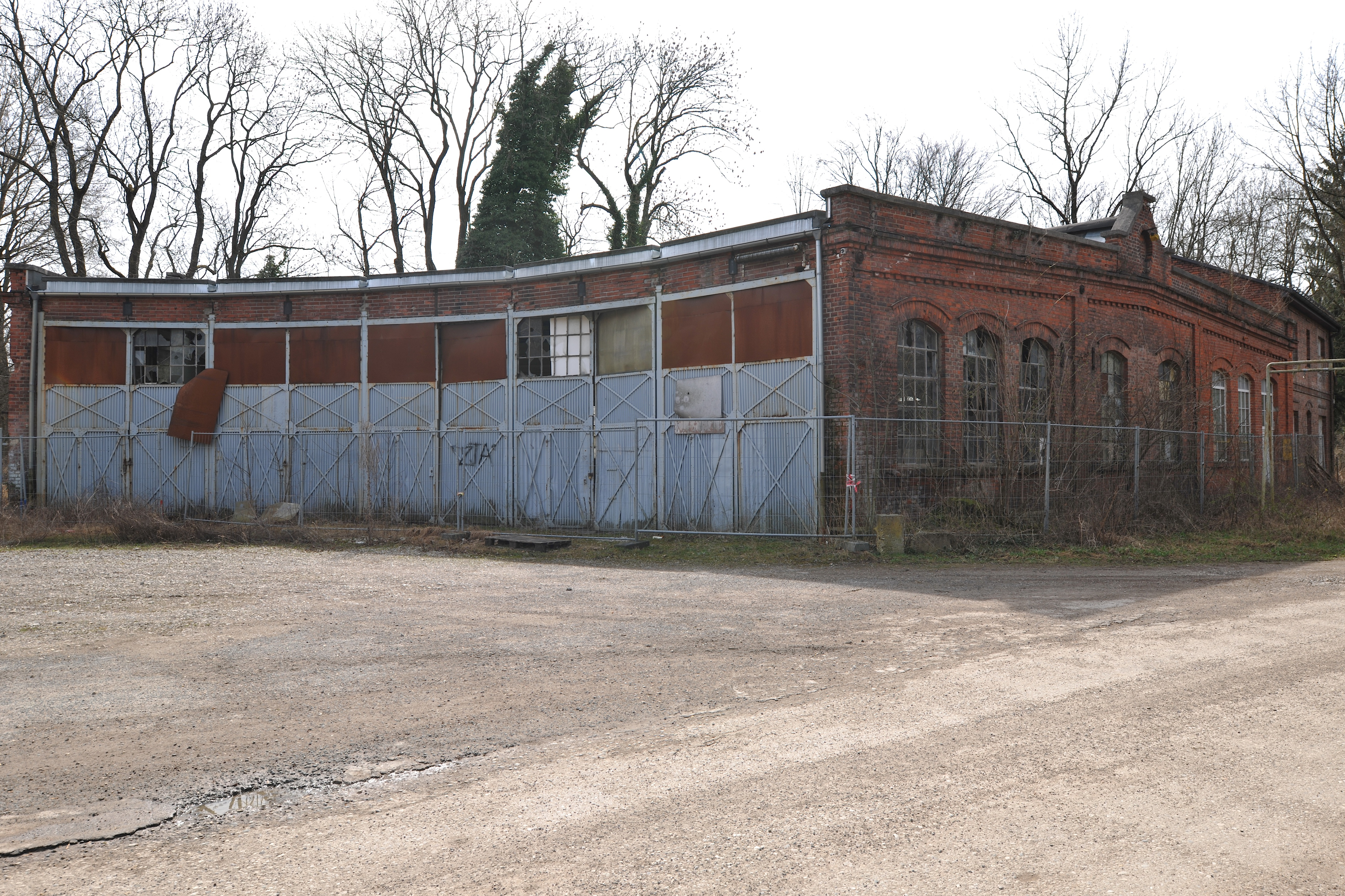
Ehemaliger fünfständiger Ringlokschuppen
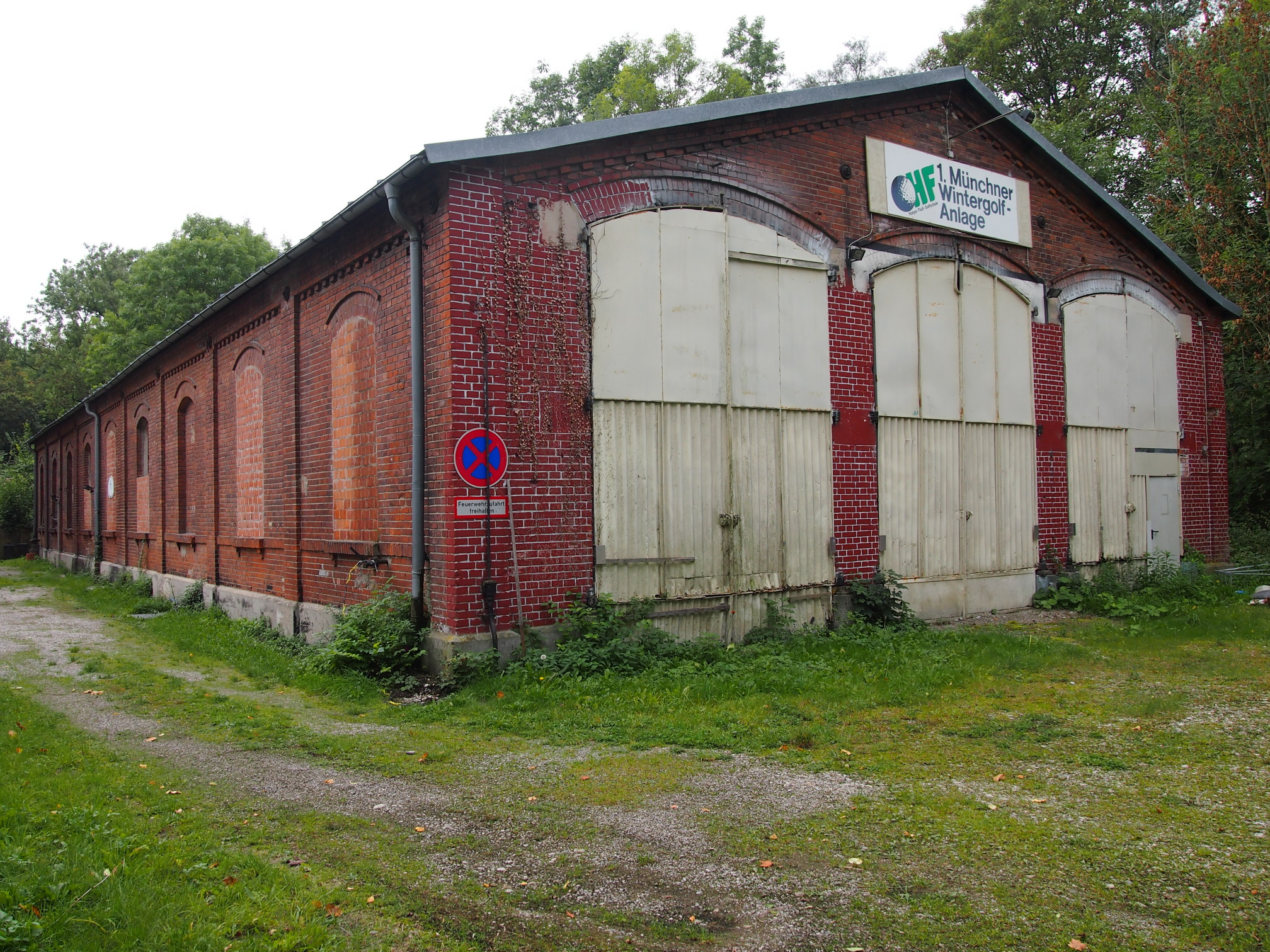
Ehemalige dreiständige Triebwagenhalle
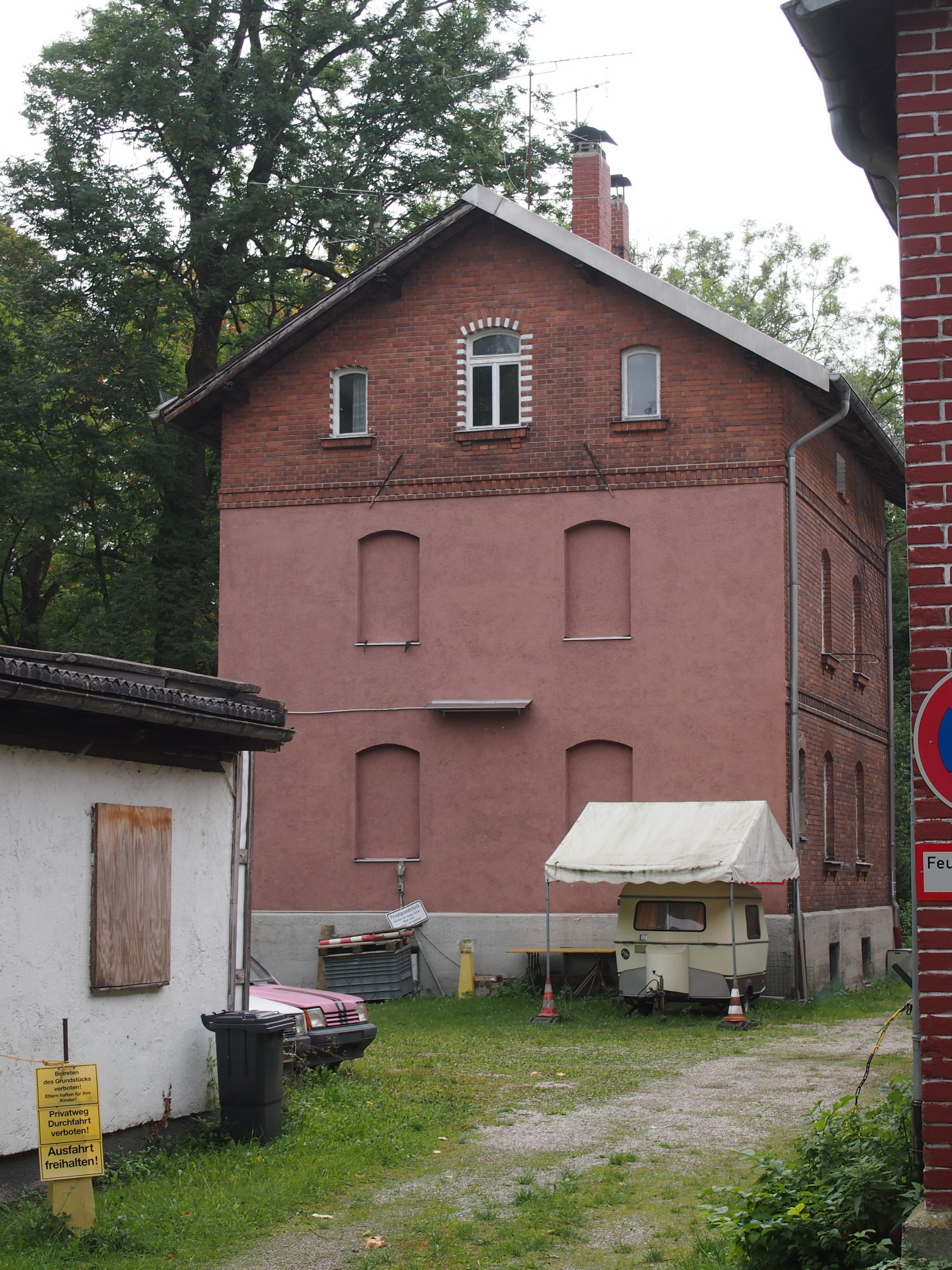
Ehemaliges Wohn- und Dienstgebäude

##### Maria-Einsiedel

Haltepunkt Maria-Einsiedel (um 1902)

Die Haltestelle Maria-Einsiedel besaß zwei Bahnsteiggleise an beiden Richtungsgleisen. Im Süden der Station lag seit 1908 ein Anschlussgleis für die städtische Floßlände. 1918 erfolgte die Stilllegung der Haltestelle. Das Bahnhofsgebäude wurde 2008 abgerissen.

##### München-Prinz Ludwigshöhe
Die Eröffnung des Bahnhofs Prinz Ludwigshöhe fand am 4. März 1893 statt. Er diente zur Erschließung der Villenkolonie am Isarhochufer zwischen Thalkirchen und Solln und besaß zwei Bahnsteiggleise sowie ein Ladegleis für den Güterverkehr. Seit dem 31. Mai 1964 wurde der Bahnhof nur noch im Güterverkehr bei Bedarf bedient.

#### Abschnitt Großhesselohe Isartalbahnhof–Wolfratshausen

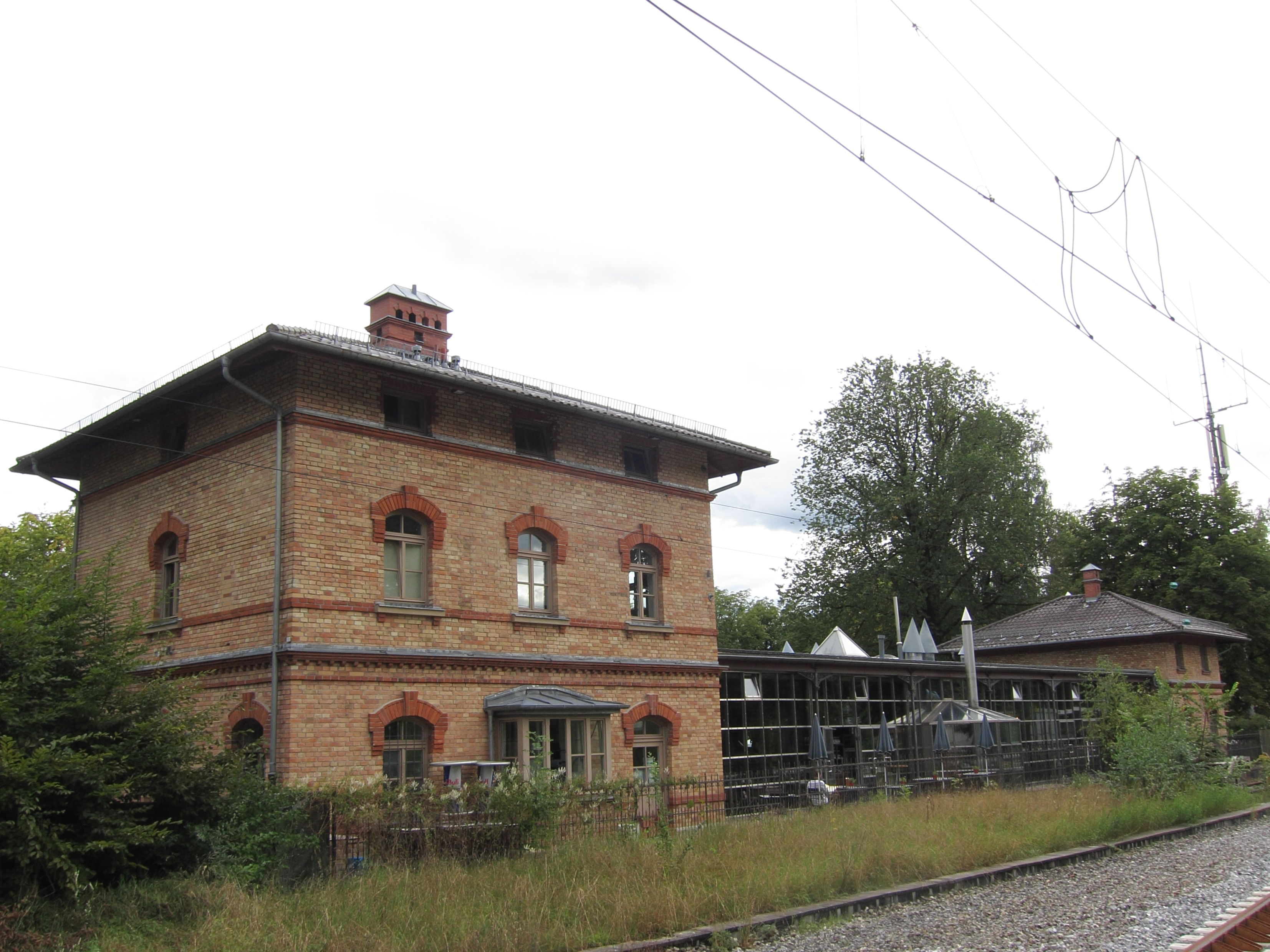
Empfangsgebäude des Bahnhofs Großhesselohe Isartalbahnhof (2011)

Der Streckenabschnitt wird heute von der S-Bahn München als S-Bahn-Linie 7 genutzt. Die Gleisanlagen wurden zu Beginn des S-Bahn-Betriebs in den meisten Bahnhöfen auf zwei Gleise zurückgebaut. Das Teilstück zwischen Großhesselohe Isartalbahnhof und Höllriegelskreuth ist zwei-, dasjenige zwischen Höllriegelskreuth und Wolfratshausen nur eingleisig.

##### Großhesselohe Isartalbahnhof
Der Großhesseloher Isartalbahnhof besaß vier Gleise. Davon lag eines an einem Güterschuppen mit einer Laderampe. 1938 wurde eine Verbindungskurve zum Bahnhof München-Solln erbaut. Als 1964 der Streckenabschnitt München-Isartalbahnhof – Großhesselohe stillgelegt wurde, fuhren alle Personenzüge über die Kurve zur Bahnstrecke München–Lenggries. Eine Umgestaltung des Bahnhofs geschah im Zuge der Integration in die S-Bahn München. Heute ist ein Hochbahnsteig mit zwei Bahnsteiggleisen vorhanden. Das Bahnhofsgebäude ist noch erhalten und wird heute von einer Brauerei genutzt. Es ist heute denkmalgeschützt. Beim Bau des Gebäudes kam roter und gelber Backstein zur Anwendung.

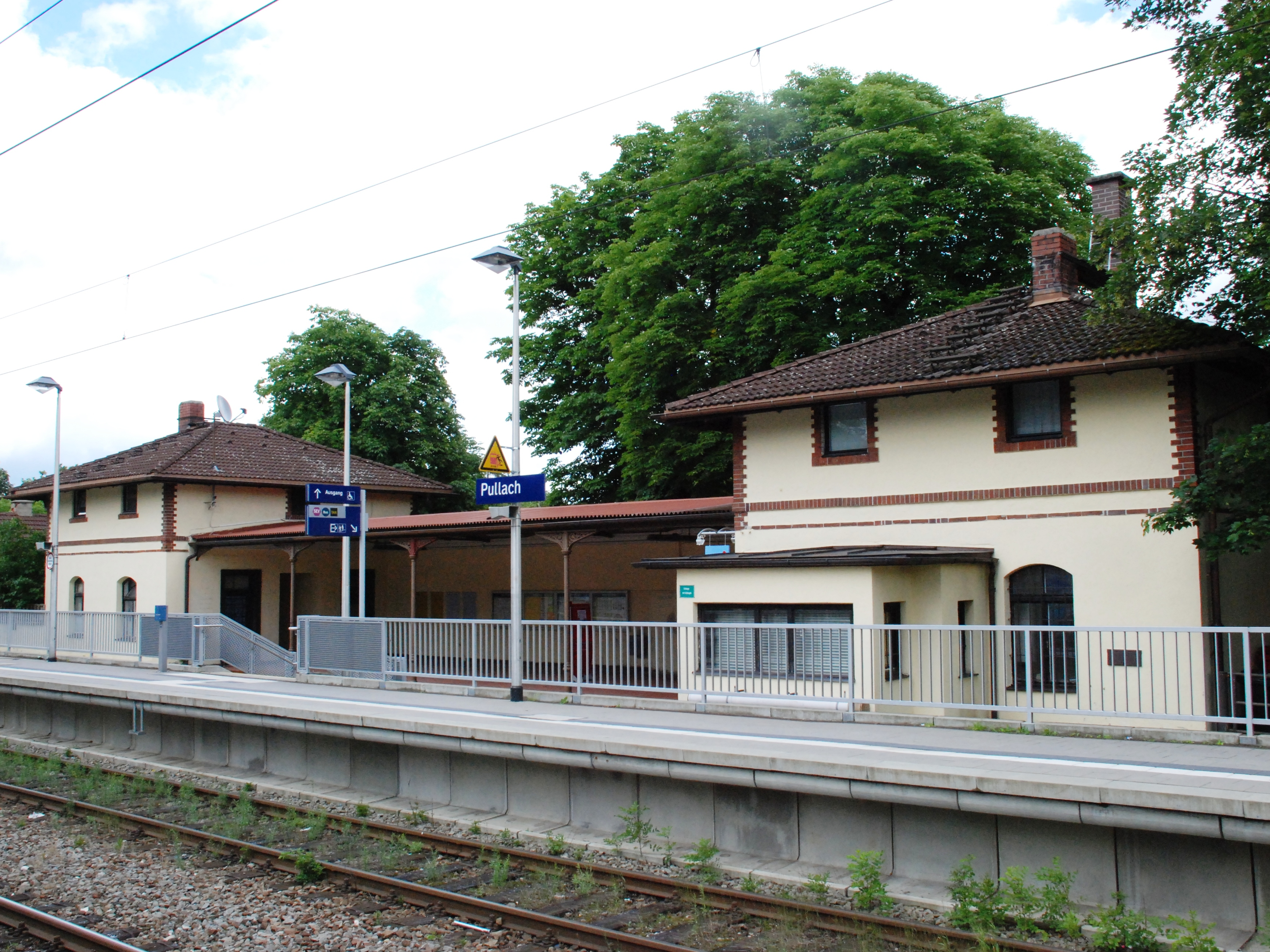
Bahnhof Pullach heute

##### Pullach
Der Bahnhof Pullach besaß drei Gleise. Am Gleis 1 befanden sich eine Ladestraße, ein Güterschuppen und das Empfangsgebäude. 1973 wurde der Bahnhof für den S-Bahn-Betrieb umgebaut, sodass heute nur noch zwei Bahnsteiggleise vorhanden sind. Das Bahnhofsgebäude bestand aus einer Bahnsteighalle zwischen zwei zweistöckigen Pavillons. Das Gebäude ist ein verputzter Bau mit Sichtziegeldekor. Es ist heute denkmalgeschützt.

##### Pullach Gartenstadt
Der Haltepunkt Pullach Gartenstadt nahm am 7. Oktober 1934 den Betrieb auf. Wegen der Nähe zu den Bahnhöfen Pullach und Höllriegelskreuth legte die Deutsche Bundesbahn den Haltepunkt 1964 still.

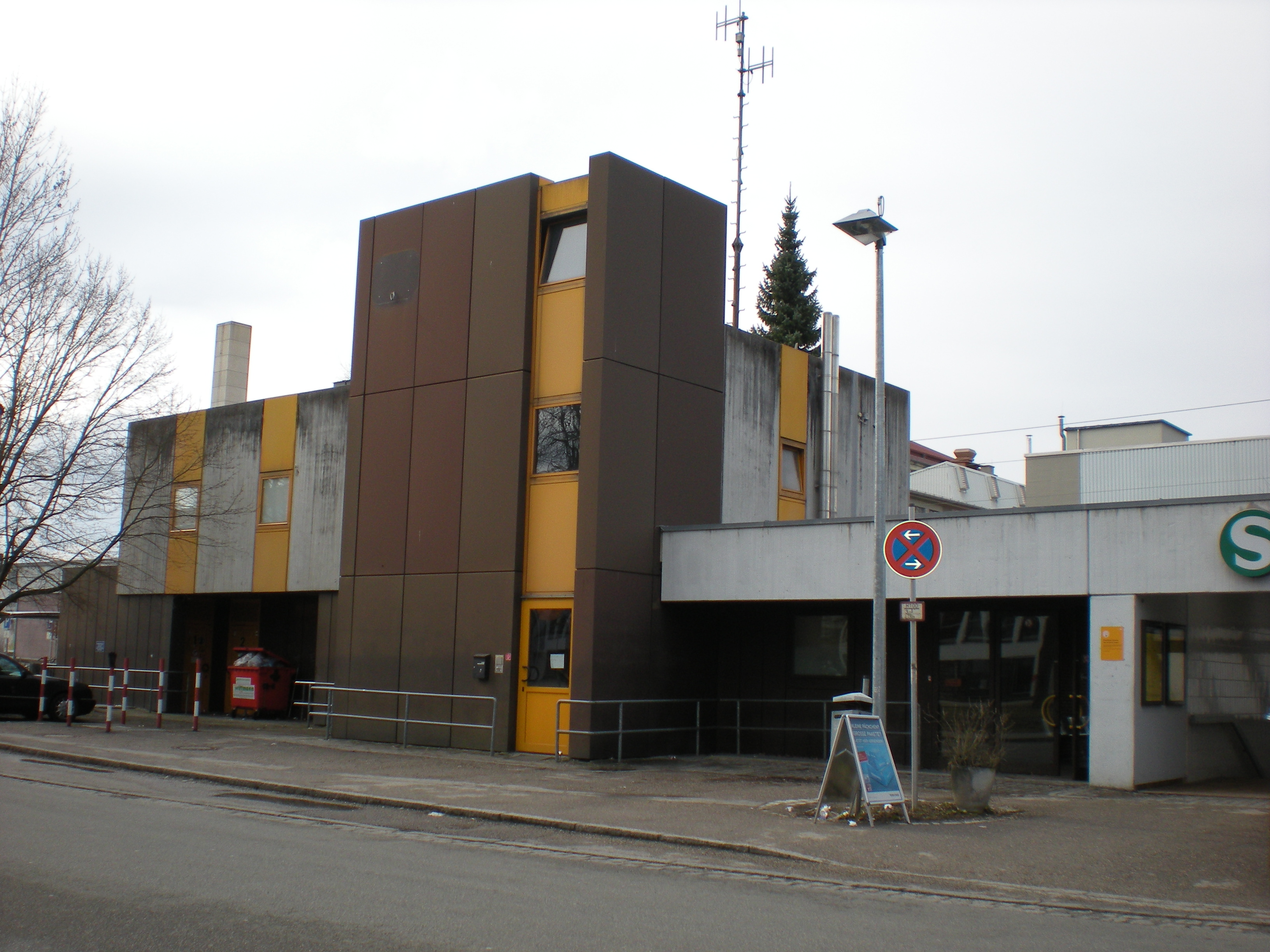
Empfangsgebäude des Bahnhofs Höllriegelskreuth von 1978

##### Höllriegelskreuth
Der Bahnhof Höllriegelskreuth – bis 22. Mai 1977 Höllriegelskreuth-Grünwald – verfügte über vier Gleise, davon eines für den Güterverkehr. Seit der Elektrifizierung war der Bahnhof Endstation der im 20-Minuten-Takt verkehrenden Elektrotriebwagen. Hierfür entstand ein eigener fünfständiger Lokschuppen, der mit weiteren Abstellgleisen verbunden war. Noch vor der Einführung des S-Bahn-Betriebes erfolgte jedoch der Abriss des Lokschuppens. 1978 riss die Deutsche Bundesbahn das alte Empfangsgebäude ab und ersetzte es durch einen Neubau.

##### Buchenhain
Der Haltepunkt Buchenhain wurde nachträglich am 14. Mai 1950 eröffnet, er diente ausschließlich dem Personenverkehr. Der Haltepunkt verfügt über ein Bahnsteiggleis.

##### Baierbrunn
Der Bahnhof Baierbrunn besaß vier Gleise, davon ein Gleis mit Laderampe für den Güterverkehr. Im nördlichen Bahnhofsbereich zweigte ein Anschlussgleis zu einem Flugzeugmotorenwerk ab. Außerdem war ein Empfangsgebäude vorhanden. Der Bahnhof verfügte über ein Anschlussgleis zur Ziegelei Korhammer. Der Bahnhof besitzt heute zwei Bahnsteiggleise.

##### Hohenschäftlarn

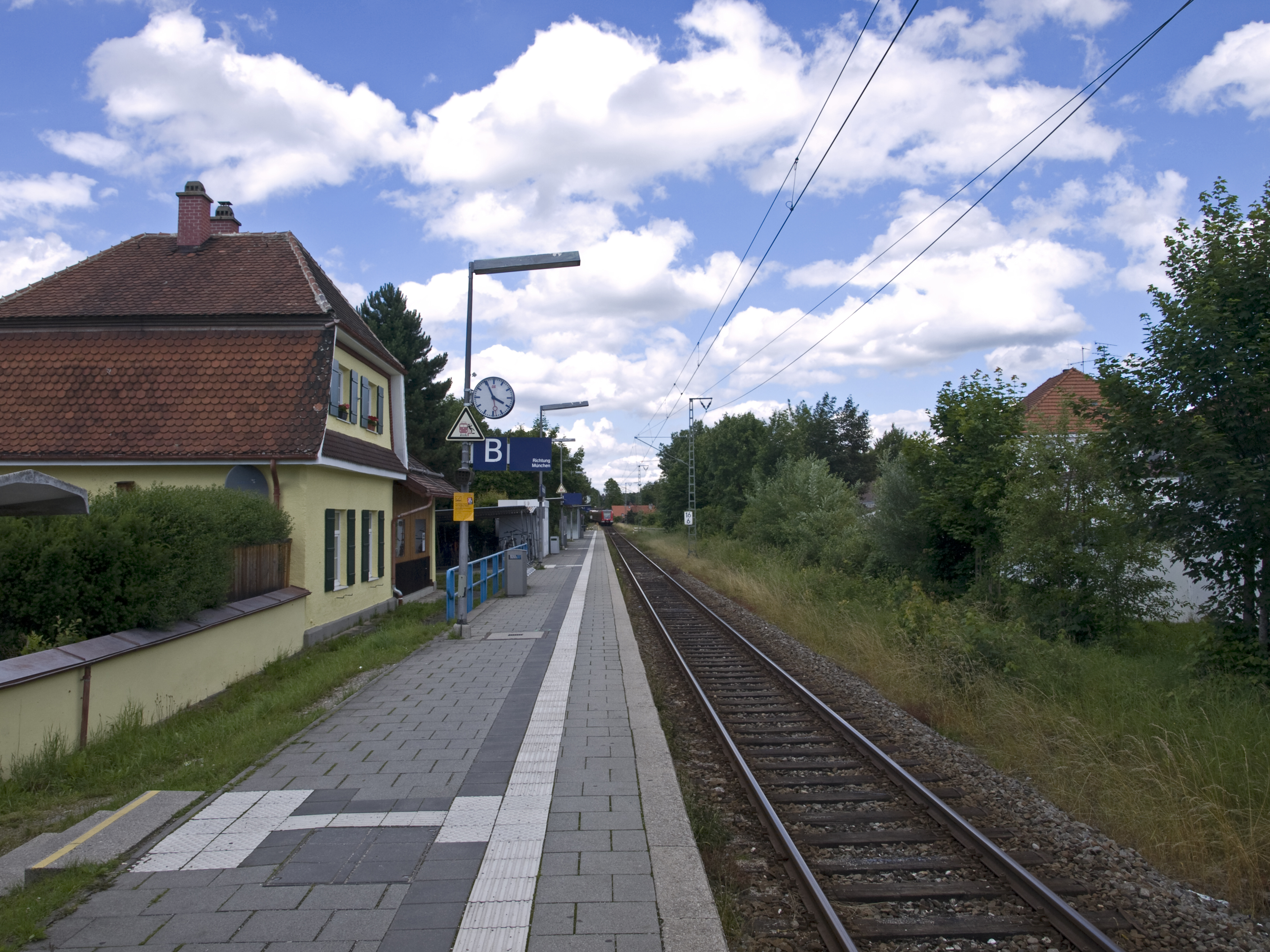
Bahnhof Hohenschäftlarn

Der Bahnhof Hohenschäftlarn hatte nach der Eröffnung der Isartalbahn drei Gleise. Eines besaß eine Ladestraße und war für den Güterverkehr vorgesehen. Ende der 1970er Jahre wurden alle Gleise bis auf eines abgebaut, sodass der Bahnhof zum Haltepunkt herabgestuft wurde. Das Empfangsgebäude im Villenstil ist heute noch erhalten. Südlich des Bahnhofs lag ein Anschlussgleis eines Rollladenherstellers.

##### Ebenhausen-Schäftlarn

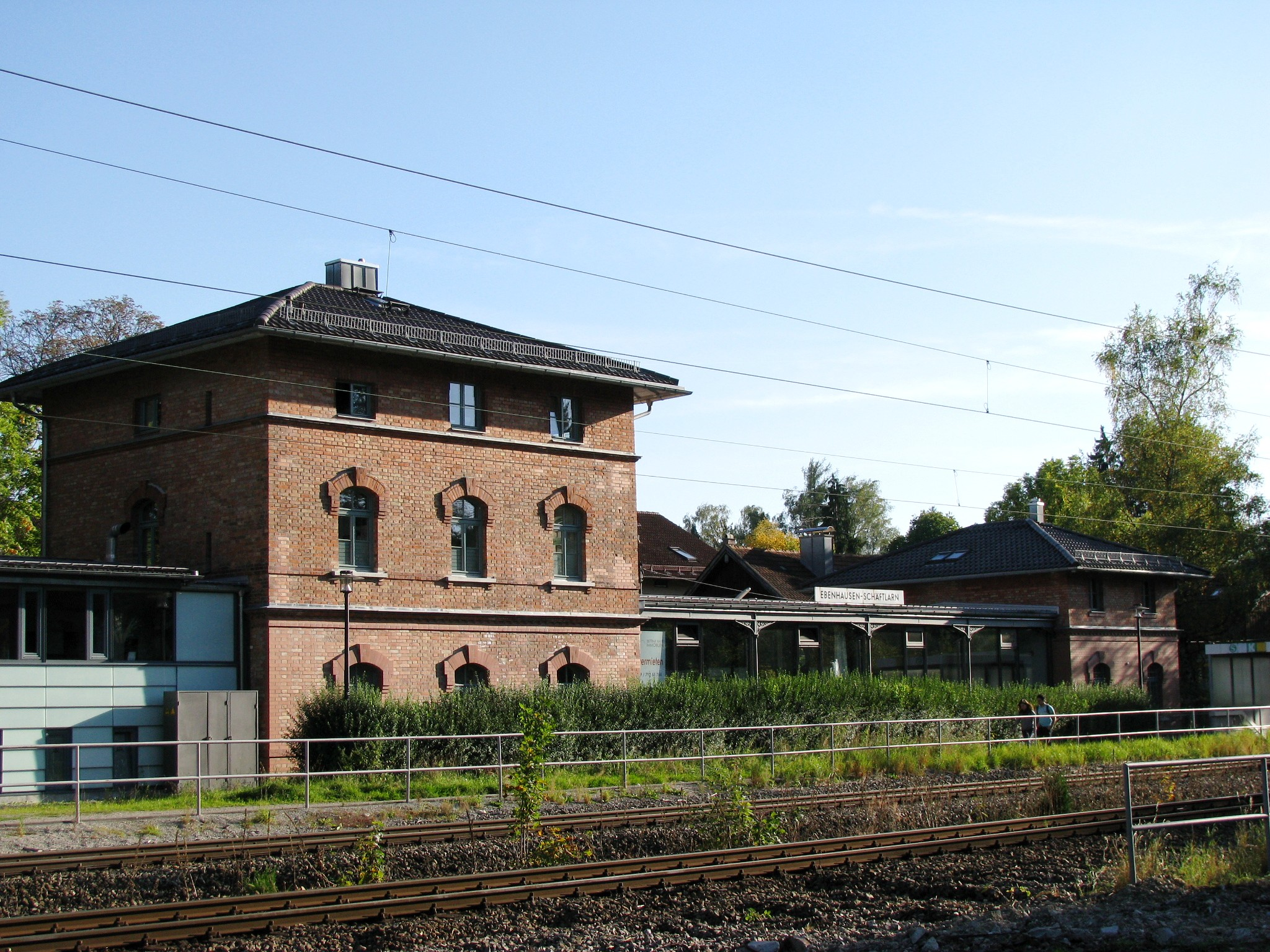
Bahnhof Ebenhausen-Schäftlarn

Der Bahnhof Ebenhausen besaß nach der Eröffnung der Strecke drei Gleise. Zusätzlich waren zwei Stumpfgleise vorhanden, die hauptsächlich für den Güterverkehr vorgesehen waren. Das Empfangsgebäude wurde im Stil der Neorenaissance als Sichtziegelbau errichtet und steht heute unter Denkmalschutz. Die beiden seitlich angebauten Pavillons sind durch eine Wartehalle miteinander verbunden. Heute hat der Bahnhof zwei Gleise an einem Mittelbahnsteig.

##### Icking

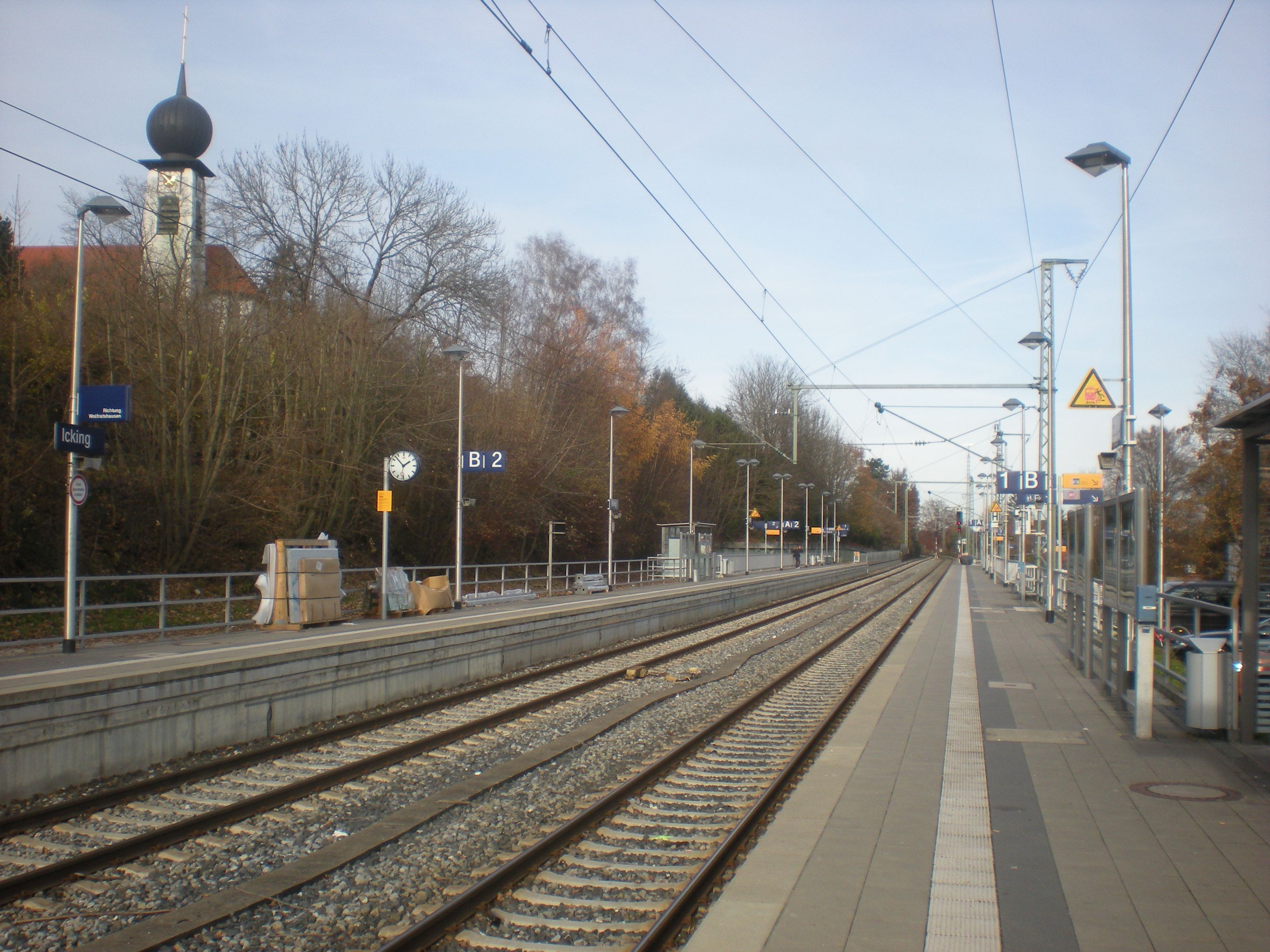
Bahnhof Icking

Der Bahnhof Icking besaß drei Gleise. Für den S-Bahn-Betrieb wurde 1972 das dritte Gleis zurückgebaut, sodass heute zwei Bahnsteiggleise vorhanden sind. Außerdem riss man das Empfangsgebäude ab.

##### Wolfratshausen

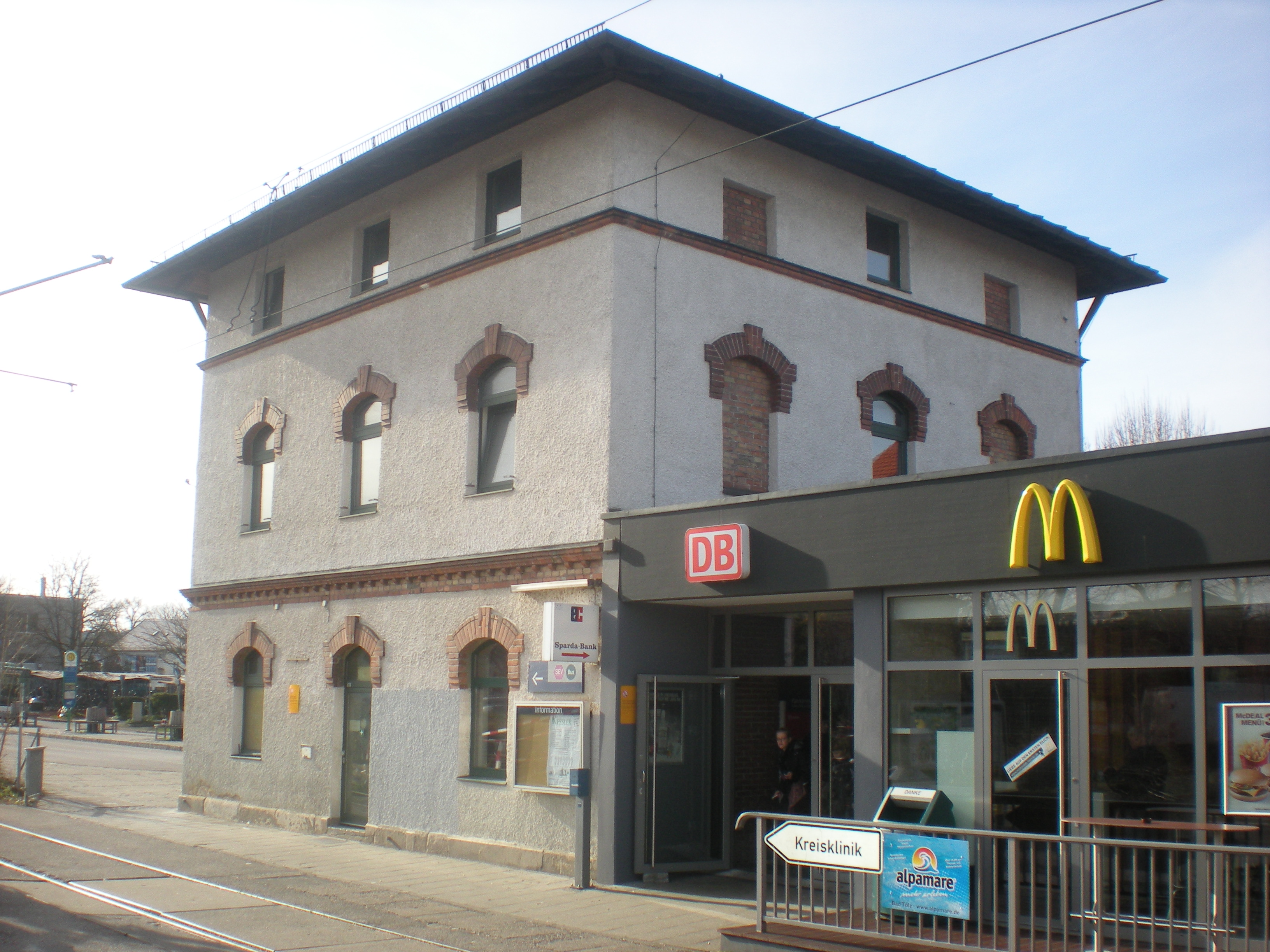
Bahnhof Wolfratshausen

Der Bahnhof Wolfratshausen war ab 1891 vorerst Endpunkt der Isartalbahn, bis 1897 die Verlängerung bis Bichl eröffnet wurde. Er verlor aber damit nicht an Bedeutung, da nun in Wolfratshausen die Züge in Richtung München verstärkt werden mussten. Um diese Aufgabe zu erfüllen, war in Wolfratshausen eine dreigleisige Wagenhalle vorhanden. Ab 1960 wurde zwischen München und Wolfratshausen elektrisch gefahren, der Bahnhof Wolfratshausen wurde zum Umsteigepunkt zwischen den dieselbetriebenen Zügen aus Beuerberg und denen aus München. Der Bahnhof besitzt drei Bahnsteiggleise. Seit dem Betriebsbeginn der S-Bahn München 1972 ist der Bahnhof wieder ein Endbahnhof, da die Strecke nach Beuerberg stillgelegt wurde.

#### Abschnitt Wolfratshausen–Bichl

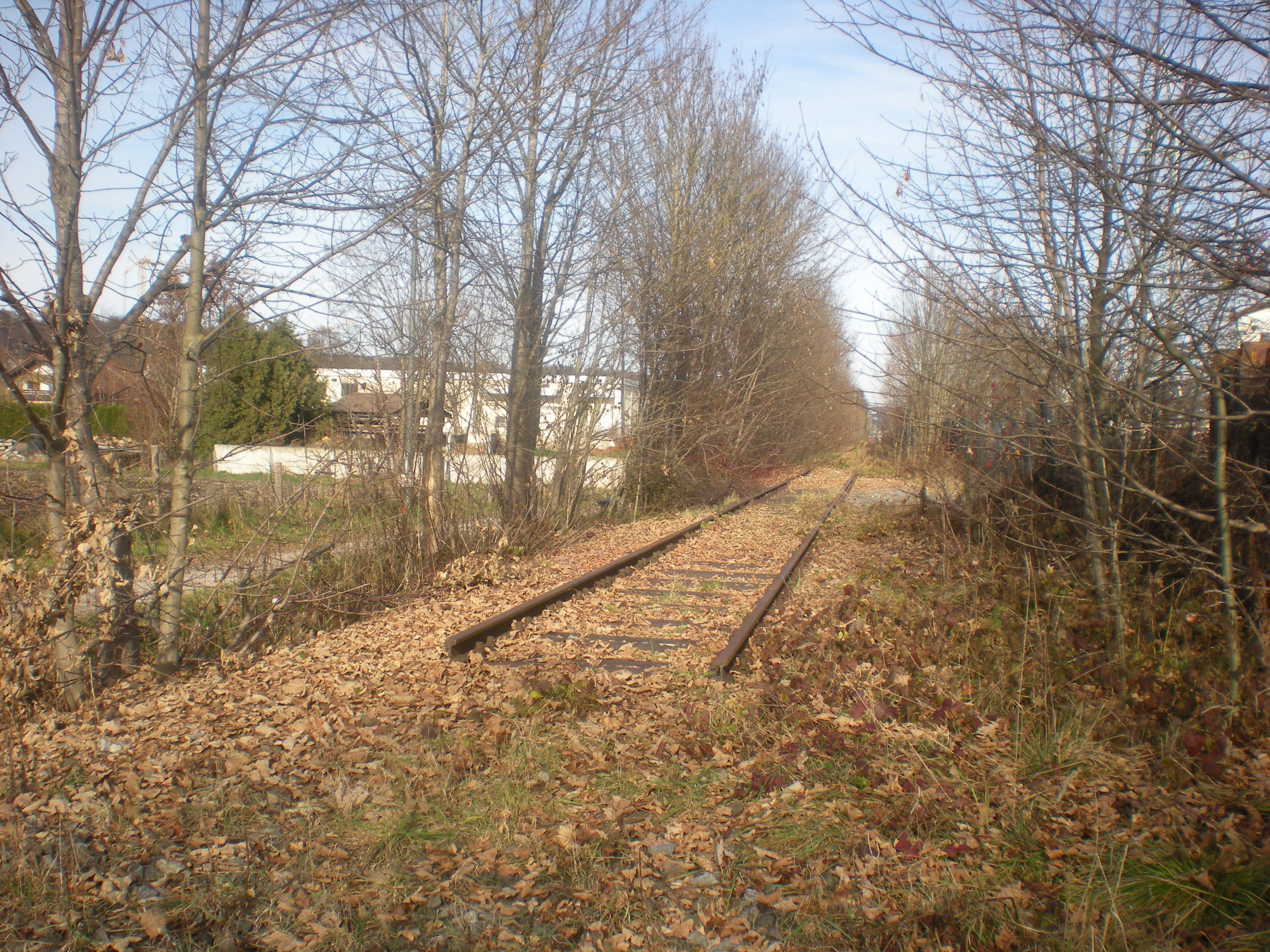
Gleisende bei Wolfratshausen

Auf dem stillgelegten ehemals eingleisigen Streckenabschnitt zwischen Wolfratshausen und Bichl wurden die Gleisanlagen abgebaut. Im Bereich Wolfratshausen–Beuerberg wird die Trasse heute zum großen Teil von einem Radweg genutzt, andere Teile der Strecke sind von Gebäuden oder Straßen überbaut. Auf dem Abschnitt zwischen den ehemaligen Bahnhöfen Fletzen und Bocksberg verläuft auf dem Bahndamm eine Straße; auf dem südlichsten Abschnitt von Bocksberg nach Bichl ist der Streckenverlauf hingegen in weiten Teilen noch deutlich erkennbar. Zwischen den Bahnhöfen Bad Heilbrunn und Bichl ist der Bahndamm (zum Teil noch mit Schotterbett) besonders gut erhalten.

##### Degerndorf
Der Bahnhof Degerndorf befand sich an der Einmündung der Hohenbühlstraße in die Äußere Beuerberger Straße. Die Hohenbühlenstraße stellte außerdem die Verbindung zu dem circa zwei Kilometer entfernten Münsinger Ortsteils Degerndorf her. Die Gleisanlagen sowie das kleine Wartehäuschen sind heute vollständig abgerissen bzw. teilweise von der Staatsstraße 2370 sowie dem Damm des Autobahnzubringers zur A95 überbaut.

##### Bolzwang
Der Bahnhof Bolzwang befand sich im Süden des Eurasburger Ortsteils Achmühle. Dieser ist über eine Straße mit dem etwa einen Kilometer entfernten Ort Bolzwang verbunden. Der Bahnhof besaß vermutlich ein Ladegleis und ein Durchgangsgleis; an ihm wurden hauptsächlich landwirtschaftliche Produkte verladen. Das ehemalige Bahnhofsgelände ist heute von einer Straße und Wohnhäusern überbaut.

##### Eurasburg
Der Bahnhof Eurasburg befand sich im Osten Eurasburgs an der Wolfratshausener Straße. Er besaß drei Gleise, davon waren das äußerste sowie ein weiteres Stumpfgleis für den Güterverkehr vorgesehen. Es gab einen Gleisanschluss zu der damals östlich vom Bahnhof befindlichen Spinnerei/Reißerei, das westliche Gleis bediente die Lagerhalle. In den 1960er Jahren diente der Bahnhof Eurasburg als Kulisse für die Aufnahmen zur Filmreihe Lausbubengeschichten. Das Bahnhofsgebäude ist nicht mehr existent, das gesamte Gelände ist von der heutigen Staatsstraße 2370 sowie dem Parkplatz der 2021 eröffneten Rewe-Filiale überbaut.

##### Beuerberg
Der Bahnhof Beuerberg befand sich im Südosten des Orts an der heutigen Bahnhofstraße. Es waren drei durchgehende Gleise, wovon zwei für den Personenverkehr vorgesehen waren, und zwei Stumpfgleise für den Güterverkehr vorhanden. An das gegenüber dem Empfangsgebäude liegenden Gleis 3 schloss sich ein einständiger Lokschuppen an. Das zweigeschossige Hauptgebäude des Bahnhofs besaß ursprünglich ein Sichtmauerwerk in Ziegelbauweise, dessen Obergeschoss durch ein ausgemauertes Fachwerk gegliedert war. Später wurde dieses Fachwerk durch eine Holzverschalung verdeckt und das Erdgeschoß nach einer Neugliederung der Fenster auf der Westseite verputzt. Um 1900 gab es einen Gleisanschluss zur Torfverwertungsanstalt Beuerberg. Außerdem waren für den Güterverkehr ein Güterschuppen und eine Laderampe vorhanden. Der Bahnhof war von 1959 bis 1972 der Endbahnhof der Isartalbahn und wurde – wie auch der Bahnhof Eurasburg – wiederholt als Drehort der Lausbubengeschichten-Filme verwendet. Unmittelbar südlich des ehemaligen Bahnhofsgebäudes wurde 1978 der Neubau eines Feuerwehrhauses ausgeführt. Der lange Zeit noch bewohnte Bahnhof selbst existierte bereits zu Beginn des Jahrtausends nicht mehr. Bestehen blieb allerdings der Stellwerksturm, der heute seitlich an einen Gewerbebau integriert ist.

##### Fletzen

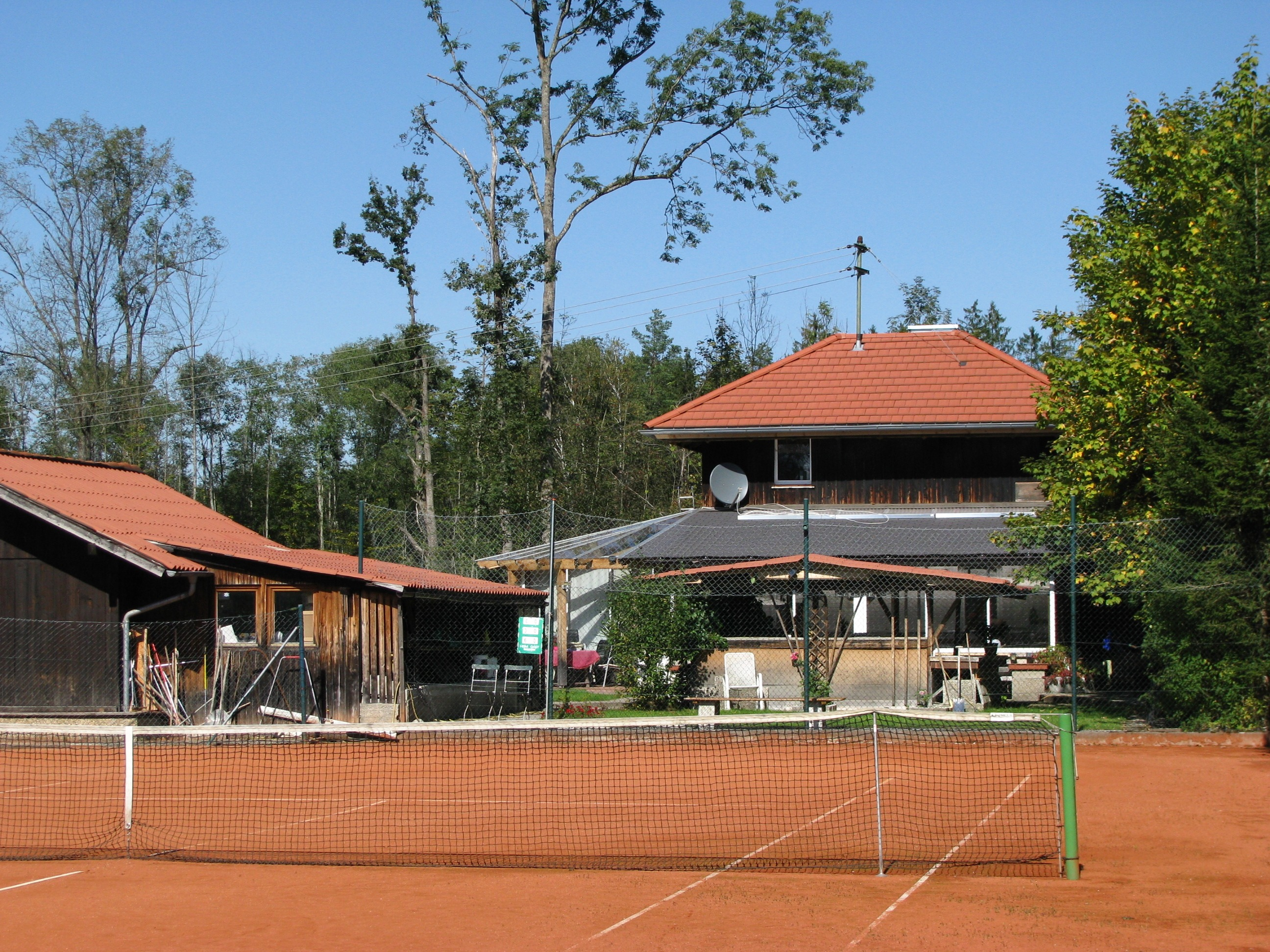
Ehemaliges Empfangsgebäude des Bahnhofs Fletzen

Der Bahnhof Fletzen befand sich nicht in der Nähe von größeren Ortschaften. Er war rund 600 Meter vom Heilbrunner Ortsteil Nantesbuch, der sich jedoch am anderen Loisachufer befand, entfernt; dieser wies jedoch keine hohe Einwohnerzahl auf. Die Bahnhofsanlagen bestanden aus zwei Gleisen, einem Empfangsgebäude und weiteren Nebengebäuden. Für die Verladung von Gütern schloss sich an Gleis 1 ein kurzes Stumpfgleis mit einer Ladestraße an. Das Bahnhofsgebäude wurde an eine Privatperson verkauft und in die Tennisanlage Schönrain integriert.

##### Bocksberg
Der Bahnhof Bocksberg befand sich rund 500 Meter vor dem Bad Heilbrunner Ortsteil Hohenbirken. Der ungefähr einen Kilometer entfernte Ort Bocksberg war über eine kleine Straße an den Bahnhof angebunden. Das kleine Bahnhofsgebäude wurde in ein Garagengebäude integriert. Die befestigte Bahnsteigkante existiert noch.

##### Bad Heilbrunn

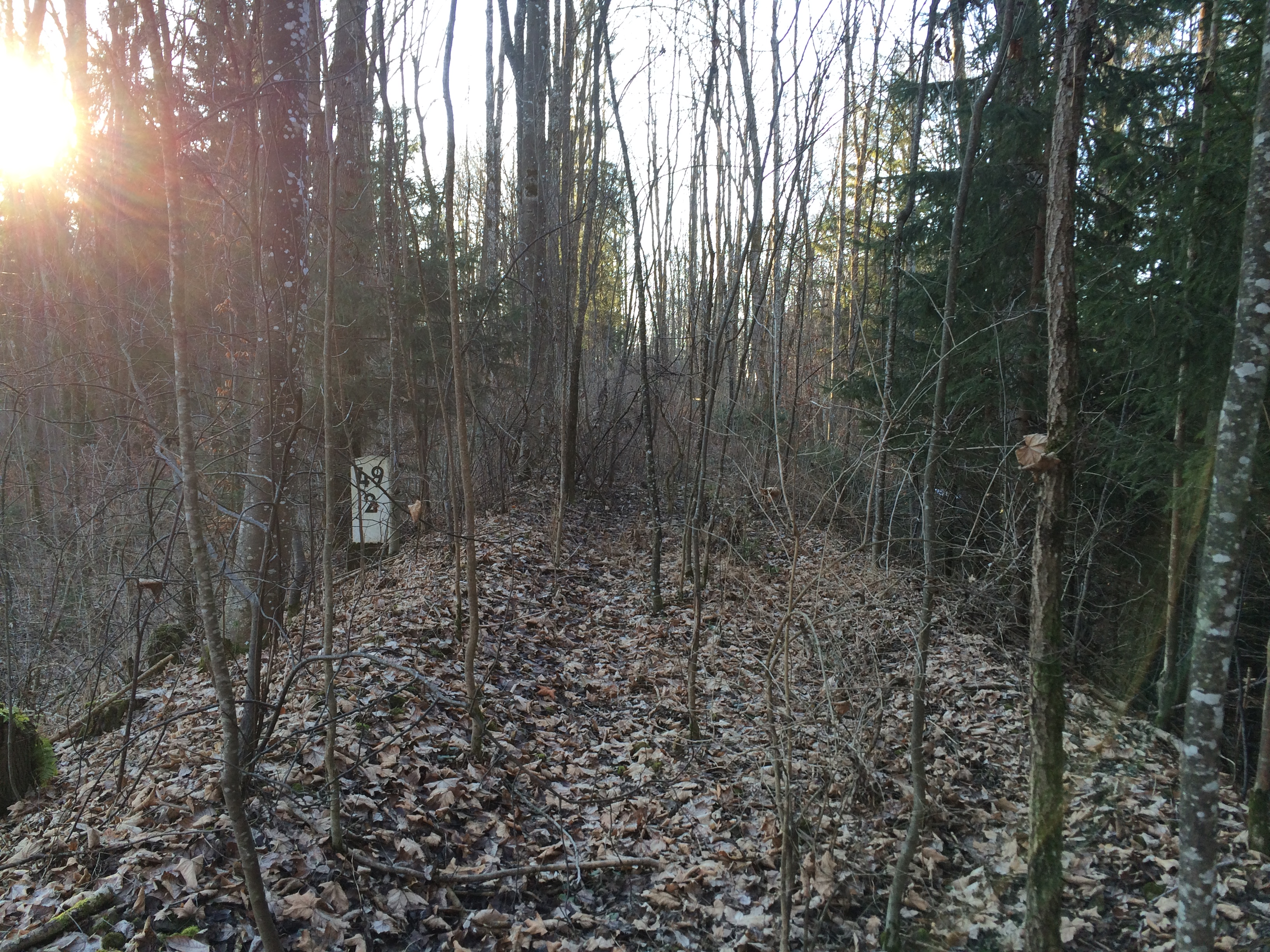
Aufnahme der Bahntrasse zwischen Bad Heilbrunn und Bichl (2015). In diesem Bereich sind das Schotterbett und einige Kilometersteine noch gut erhalten.

Der Bahnhof Bad Heilbrunn lag ungefähr einen Kilometer vom Ortskern entfernt im Bad Heilbrunner Ortsteil Langau. Er verfügte über ein Empfangsgebäude, zwei Gleise für den Personenverkehr und ein Gleis für den Güterverkehr. An das Gütergleis schloss sich ein Stumpfgleis mit einer Ladestraße an. Um 1900 gab es in Bad Heilbrunn Anschlussgleise zur Firma Gleitsmann, zum Torfmullwerk Dr. Pröbst und zum Torfwerk Heilmann & Littman. Das Bahnhofsgebäude existiert noch, es befindet sich an der Bundesstraße 11 in Höhe des Kreisverkehrs zur Landstraße nach Bad Heilbrunn.

##### Bichl

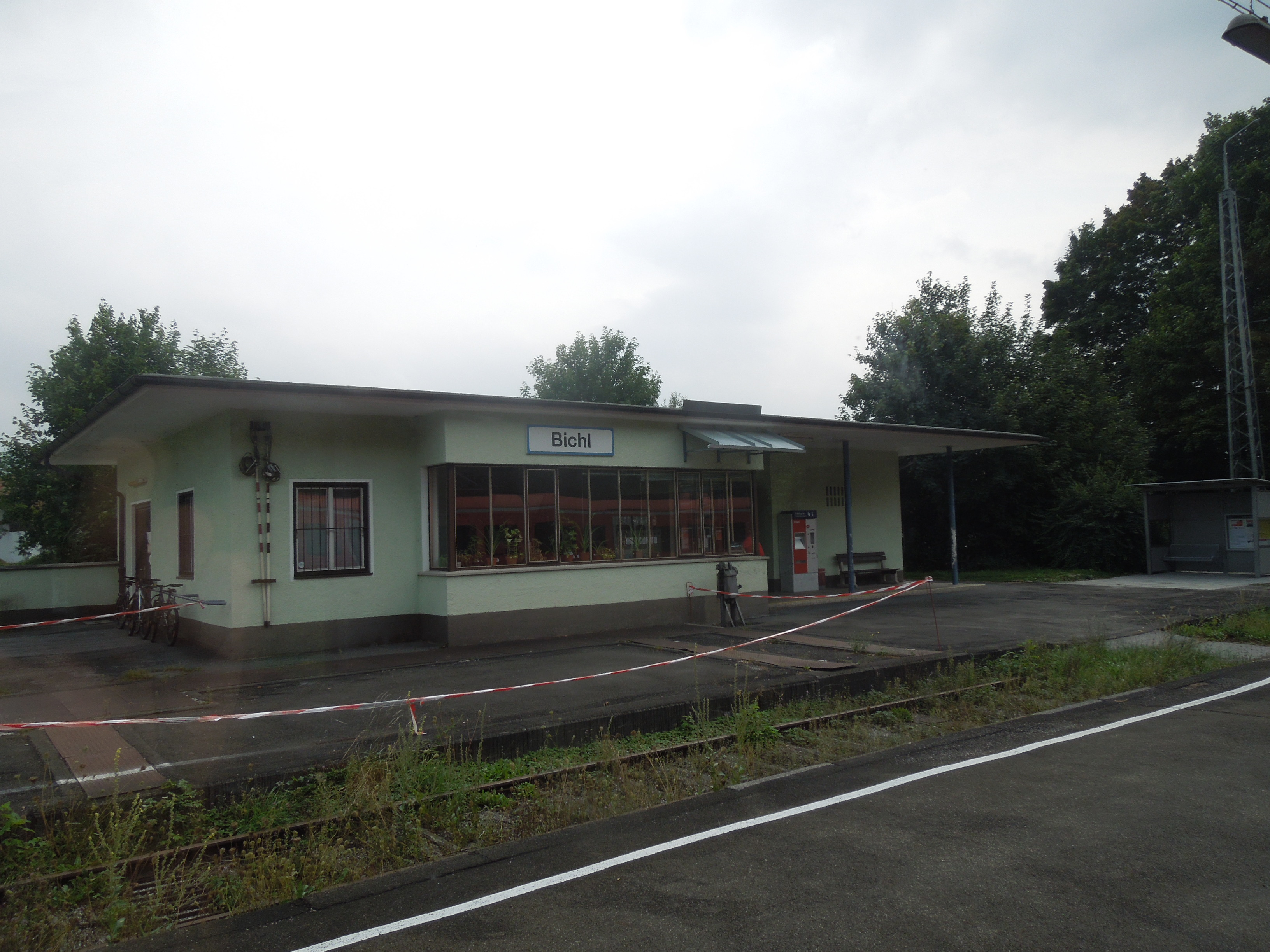
Empfangsgebäude des Bahnhofs Bichl

Der Bahnhof Bichl verfügte über getrennte Gleisanlagen der Isartalbahn und der Kochelseebahn. Für die Isartalbahn waren zwei Gleise für den Personenverkehr und zwei kleine Lokschuppen für das Wagenmaterial sowie für die Dampflokomotiven vorhanden. Neben den Lokschuppen waren Behandlungsanlagen für die Dampflokomotiven vorhanden, sodass Kohle und Wasser aufgenommen werden konnten. Während des Zweiten Weltkrieges wurde der Gläserne Zug ET 91 01 in Bichl abgestellt, wo er den Krieg unbeschadet überstand. Das stattliche Empfangsgebäude hingegen wurde im Zweiten Weltkrieg zerstört, woraufhin in der Nachkriegszeit ein neuer einstöckiger Zweckbau entstand. Heute sind die Gleisanlagen weitgehend zurückgebaut. Das Empfangsgebäude sowie zwei Gleise für die Kochelseebahn sind noch vorhanden.

### Ingenieurbauwerke

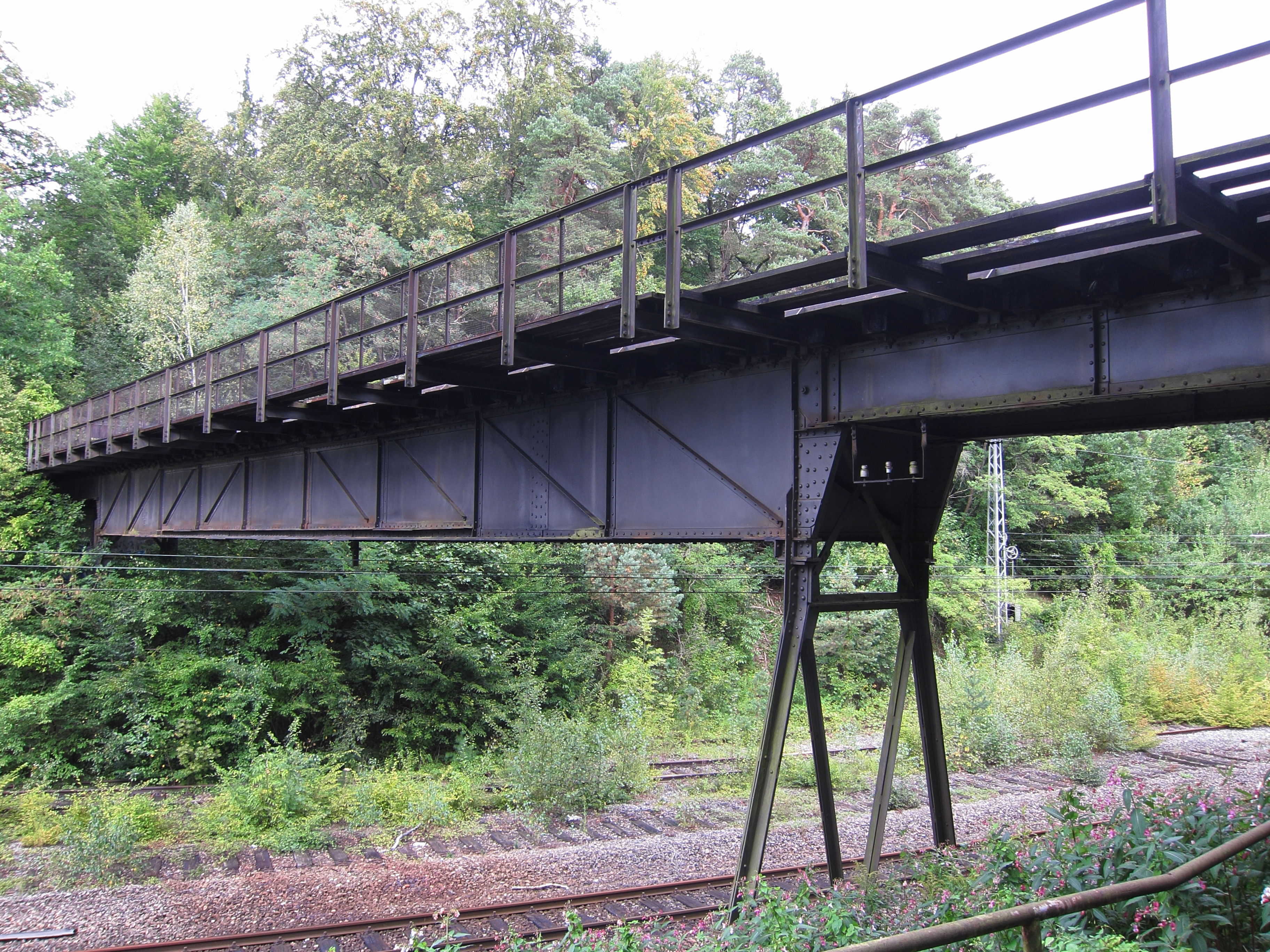
Denkmalgeschützte Brücke über die Bahnstrecke München–Lenggries

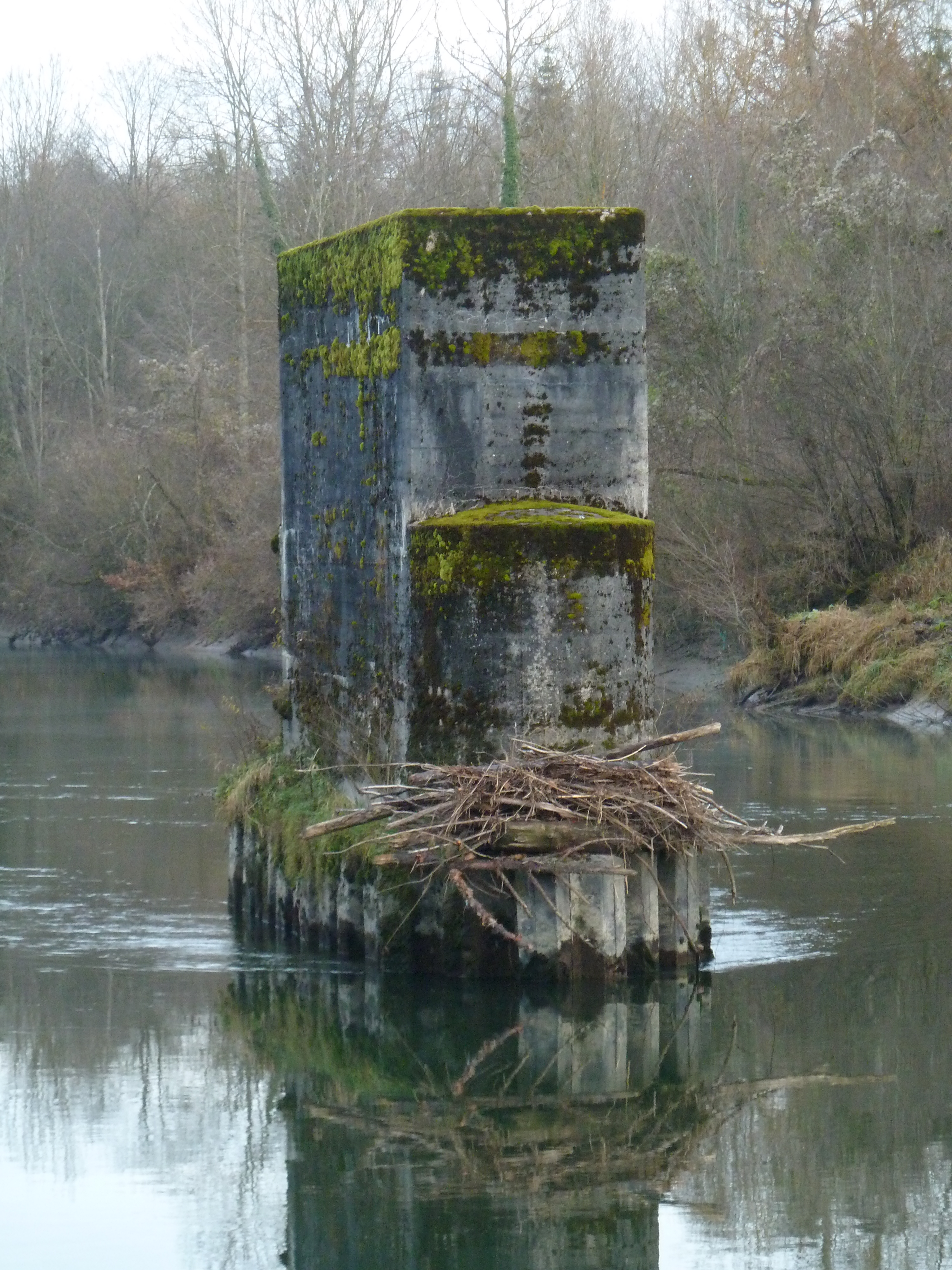
Reste der Isartalbahn-Brücke über die Loisach bei Untermaxkron (Penzberg)

Entlang der Isartalbahn befanden sich ursprünglich vier größere Brücken. Bei Streckenkilometer 5,5 überquert die Strecke auf einer 39 Meter langen, dreiteiligen Eisenträgerbrücke die Bahnstrecke München–Lenggries. Mit dem zweigleisigen Ausbau der Isartalbahn bis Großhesselohe entstand parallel zur ersten eine zweite Brücke. Diese wurde mit der Stilllegung des Streckenabschnitts zwischen Großhesselohe und München Isartalbahnhof wieder abgebaut. Die erste Brücke ist heute noch erhalten und steht unter Denkmalschutz.
Am Ende der Schlederleite im Norden von Wolfratshausen führt zwischen Kilometer 25,1 und 25,3 eine 169 Meter lange Brücke über die Loisach. Die Brücke wurde 1986 erneuert und ist seitdem als Spannbetonbrücke mit Hohlkastenträger ausgeführt. Vor Degerndorf befand sich eine weitere Loisachbrücke, von der keine Reste mehr erkennbar sind. Von der dritten Loisachbrücke zwischen Beuerberg und Fletzen wurde der Brückenträger mit dem Gleisaufbau entfernt, der betonierte Mittelpfeiler sowie die Widerlager mit den Auffahrtsrampen sind jedoch noch vorhanden.
Zwischen Eurasburg und Beuerberg war bis 2022 noch eine große Betonbrücke über den sogenannten „Habichtgraben“ bei Lengenwies erhalten. Diese wurde im Zuge von Hochwasserschutzmaßnahmen durch eine kleinere und leichtere Brücke für den auf der Bahntrasse verlaufenden Radweg ersetzt.
Zwischen Bad Heilbrunn und Bichl ist das östliche Widerlager der größeren Brücke über den Steinbach erhalten.

## Fahrzeugeinsatz

### Lokalbahn Aktien-Gesellschaft

#### Dampflokomotiven
Zur Betriebseröffnung bestellte die LAG 14 Dampflokomotiven von Krauss. Die Lokomotiven erhielten die Betriebsnummern LAG 17 bis 20, 23 bis 25, 27, 28, 40, 41, 44, 48 und 49. Die Lokomotiven besaßen vier Achsen und eine Höchstgeschwindigkeit von 45 km/h. Im Vorratsbehälter konnten vier Kubikmeter Wasser gefasst werden. Nach 1900 verließ die Lokomotive 19 die Isartalbahn und wurde durch die Betreibergesellschaft im Bahnhof Füssen stationiert. Die Lokomotive 17 kam nach Fürth. In der Folgezeit verließen weitere Lokomotiven die Isartalbahn. Die letzten dieser Bauart musterten die Bahnen im Jahr 1950 aus.
1899 lieferte Krauss die beiden Lokomotiven LAG 55 und 56 für die Isartalbahn. Die Lokomotiven konnten eine Höchstgeschwindigkeit 50 km/h erreichen und besaßen mit 221 kW mehr Leistung als die Vorgängerlokomotiven. 1909 kam eine weitere Lokomotive dieser Bauart, LAG 50, von der Lausitzer Eisenbahn-Gesellschaft zur Isartalbahn. 1936 wurden die Lokomotiven 50 und 55 nach Oberstdorf abgegeben. Die letzte Lokomotive war noch bis 1950 im Rangierdienst tätig.
1895 entstanden vier weitere Lokomotiven für die LAG. Die Lokomotiven erhielten die Nummern 42, 43, 59 und 60. Sie besaßen ähnliche Eigenschaften wie die LAG 55 und 56. Die LAG 42 und 43 erreichten allerdings eine geringere Höchstgeschwindigkeit von 30 km/h und eine geringe Leistung von 129 kW. Die Lokomotiven kamen auf sämtlichen Strecken der LAG zum Einsatz. Die Lokomotiven LAG 42 und 43 befuhren kurz vor ihrer Ausmusterung die Isartalbahn.
1911 lieferte Krauss nochmals eine Dampflokbaureihe. Auf der Isartalbahn wurden LAG 80 und 81 eingesetzt. Die Lokomotiven hatten einen größeren Zylinderdurchmessers von 480 Millimetern und eine Leistung von 331 kW. Die Höchstgeschwindigkeit lag bei 40 km/h. Auch diese Lokomotiven versetzte die LAG später auf andere Strecken.

#### Wagen
Die LAG ließ für die Isartalbahn elf zweiachsige Wagen der ersten und zweiten Klasse bauen. Zusätzlich entstanden einige Personenwagen für die dritte Klasse. Diese waren mit Holzsitzen versehen. Die Wagen wurden alle in den 1880er und 1890er Jahren erbaut und waren bis nach der Verstaatlichung der LAG im Einsatz. Für den Güterverkehr entstanden einige Gastransportwagen sowie mehrere Gepäckwagen. Auf der Isartalbahn waren zusätzlich auch Güterwagen der Königlich Bayerischen Staatseisenbahnen im Einsatz.

#### Triebwagen

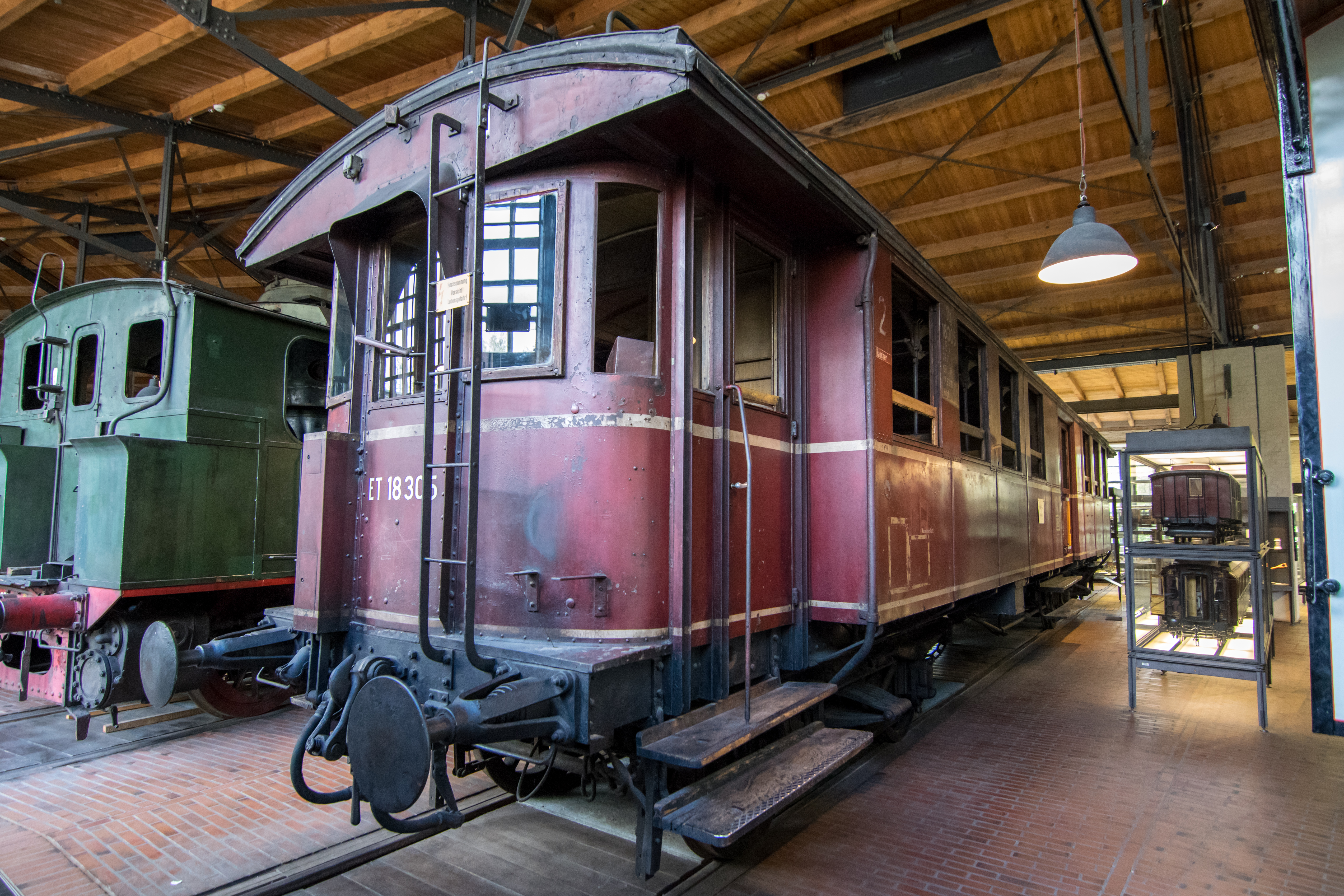
MAN-Elektrotriebwagen der Isartalbahn aus dem Jahr 1899

1899 bestellte die LAG für den elektrifizierten Abschnitt der Isartalbahn fünf vierachsige Triebwagen. Die Triebwagen waren mit zwei Tatzlagermotoren ausgestattet und erreichten eine Höchstgeschwindigkeit von 50 km/h. Es waren 82 Sitzplätze und 20 Stehplätze in insgesamt drei Abteilen vorhanden. Die Triebwagen bekamen die Nummern LAG Nr. 501 bis 505. Bei der DR waren sie als Baureihe ET 183 eingeordnet. Zwischen 1945 und 1955 verließen drei von den fünf Triebwagen die Isartalbahn und wurden in Friedrichshafen, Bad Aibling und Freilassing beheimatet. Heute ist noch ein Triebwagen im Deutschen Technikmuseum Berlin vorhanden.

### Deutsche Bundesbahn

#### Lokomotiven
Nachdem die DB im Jahr 1950 die letzten ehemaligen LAG-Dampflokomotiven ausgemustert hatte, bediente ab 1951 die DR-Baureihe 64 die Isartalbahn. Diese wurde in den 1920er Jahren gebaut. Sie erreichte eine Höchstgeschwindigkeit von 90 km/h und war auch für stärkere Steigungen geeignet. 1960 verließ die Baureihe 64 die Isartalbahn. Der Dampflokeinsatz auf der Isartalbahn war somit beendet.
Von 1964 setzte die Deutsche Bundesbahn auf der Isartalbahn die DB-Baureihe E 41 ein, bis sie 1981 von Triebwagen der Baureihe 420 abgelöst wurden. Der zuletzt sehr schwache Güterverkehr von Großhesselohe nach Thalkirchen wurde mit Kleinlokomotiven der Bauart Köf II des Bahnhofs München-Mittersendling abgewickelt.

#### Triebwagen
Während der Reichsbahnzeit kamen weiterhin die Fahrzeuge der LAG zum Einsatz. Zusätzlich kam 1946 ein Triebwagen der Baureihe ET 182 von der Peenemünder Werkbahn, der nach dem Zweiten Weltkrieg in Bayern vorzufinden war, zur Isartalbahn. Im Winter und Frühjahr 1950 baute Wegmann den Triebwagen um. Die Firma überholte den Wagenaufbau und die Steuerung des Triebwagens. 1949 baute Wegmann zwei weitere Triebzüge aus nicht abgelieferten S-Bahn-Beiwagen für den Einsatz auf der Isartalbahn. Ein Triebwagen der Berliner S-Bahn wurde 1950 umgebaut und als Baureihe ET 26 auf der Isartalbahn eingesetzt. Diese Triebwagen waren wesentlich komfortabler als die ET 183; somit konnte der Einsatz der alten LAG-Triebzüge entfallen. Als im Jahr 1955 die Bahn den Betrieb auf 15 kV-Wechselstrom umstellte, wurden die Triebwagen der Baureihe ET 182 zunächst abgestellt, später auf Wechselstrom umgebaut und auf anderen Strecken eingesetzt.
Während der Umstellung verkehrten Akkumulatortriebwagen auf der Strecke.
Nach der Umstellung des Stromsystems kamen auf der Isartalbahn Triebwagen der DR-Baureihe ET 85 zum Einsatz. Die in München ab 1927 eingesetzten Triebwagen von MAN waren bis 1964 in Betrieb. Auf dem bis zur Stilllegung 1972 verbliebenen Abschnitt bis Beuerberg kamen Uerdinger Schienenbusse zum Einsatz.
Mit der Streckeneinführung der Südstrecken in die S-Bahn-Stammstrecke 1981 setzte die Deutsche Bundesbahn auch auf der Isartalbahn Fahrzeuge der S-Bahn München ein. Der Betrieb wurde von nun an auf dem Abschnitt von München nach Wolfratshausen nur noch mit Triebwagen der Baureihe 420 durchgeführt.

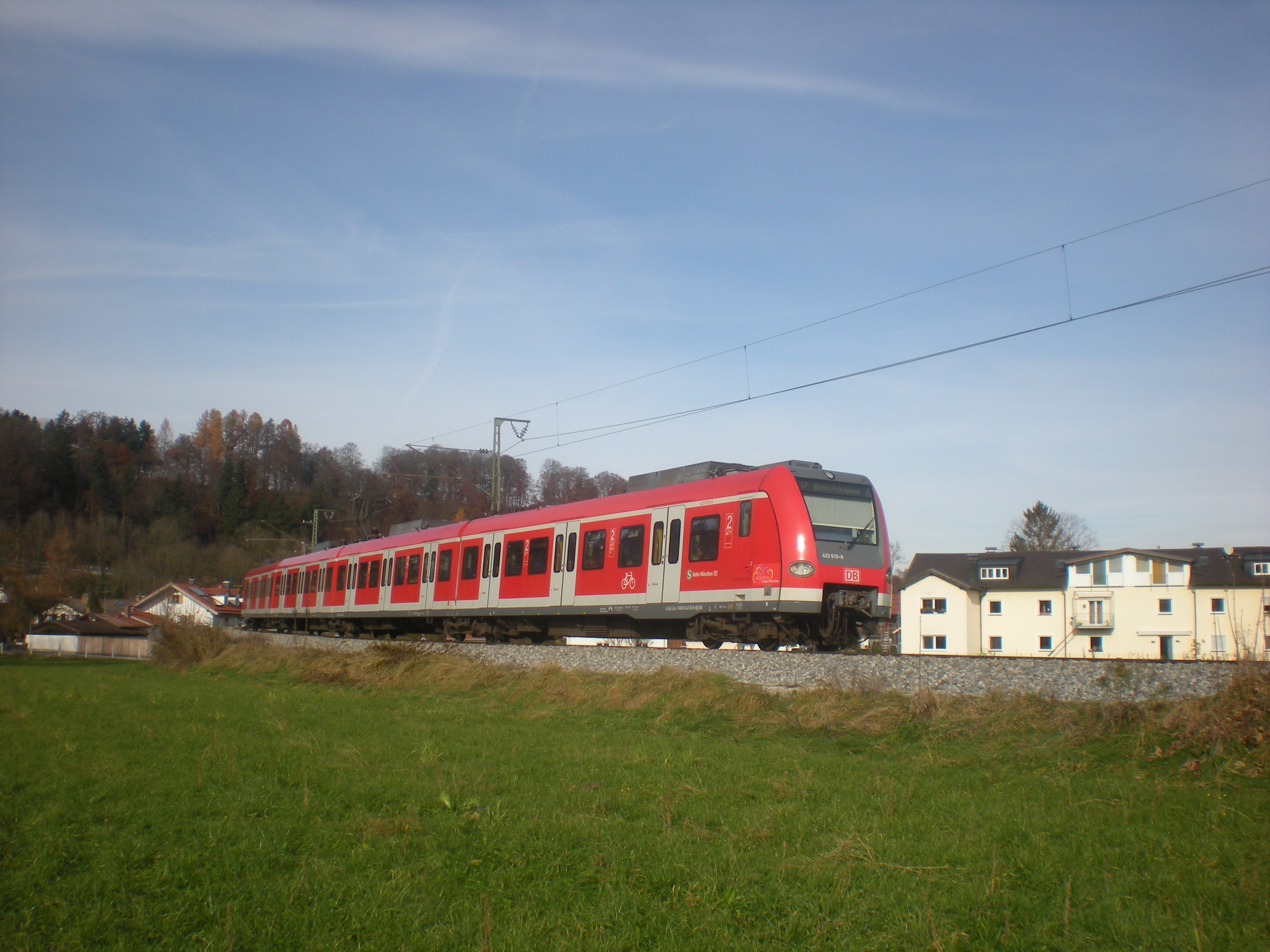
S-Bahn-Triebwagen der Baureihe 423 bei Wolfratshausen

#### Wagen
Auf der Isartalbahn kamen weiterhin die von der LAG beschafften Wagen zum Einsatz. Diese ersetzte die Bahn im Laufe der Jahre aber durch verschiedene Wagenbaureihen der Deutschen Bundesbahn. Ab 1964 kam ein Wendezug zum Einsatz. Dieser bestand meist aus drei Silberlingen und einer Lokomotive der Baureihe 141. Für den Güterverkehr waren keine speziellen Wagen für die Isartalbahn vorhanden. Es wurden verschiedene Typen der Deutschen Bundesbahn eingesetzt.

### Fahrzeuge seit 1994
Bis 2001 kamen auf der Isartalbahn nur die Triebfahrzeuge der Baureihe 420 zum Einsatz. Zwischen 2001 und 2003 wurden diese Fahrzeuge von den neuen Triebfahrzeugen der DB-Baureihe 423 abgelöst, wobei die S7 die erste Münchner S-Bahn-Linie war, auf der diese Baureihe eingesetzt wurde. Der gesamte Verkehr des noch bestehenden Teils der Isartalbahn wurde fortan mit dieser Baureihe abgewickelt. Seit Dezember 2014 verkehrt zwischen Großhesselohe Isartalbahnhof und Höllriegelskreuth auf der S 20 wieder die Baureihe 420. Für den Güterverkehr kommen verschiedene Rangierlokomotiven zum Einsatz.

## Zukunft
Im „Heimatbuch“ der Stadt Wolfratshausen war 2002 zu lesen, dass „seit Jahren“ über eine Weiterführung der S-Bahn nach Geretsried diskutiert wird und bereits 2001 mehrere Trassen im Gespräch waren. Als Grund für die bisher nicht erfolgte Durchsetzung dieser Pläne wurde das Fehlen notwendiger Gelder genannt. Mit der geplanten Verlängerung der S7 von Wolfratshausen nach Geretsried würde ein kleiner Teil der ehemaligen Trasse im Stadtgebiet Wolfratshausen reaktiviert werden. Damit würde die S7 über den Haltepunkt Gelting bis Geretsried verlängert werden, in Geretsried sollen die Bahnhöfe Süd und Mitte entstehen. Das Planfeststellungsverfahren leitete die Deutsche Bahn im Jahr 2010 ein; es sollte im Jahr 2013 abgeschlossen werden. Die Bauzeit war auf drei Jahre veranschlagt; mit dem Bau sollte ursprünglich 2013 begonnen werden.
Diese Pläne haben sich erheblich verzögert, insbesondere, weil in Wolfratshausen Einwendungen gegen die Trassenführung erhoben wurden, die zu einer Umplanung führten: Die S-Bahn soll dort tiefergelegt und teils in einem Tunnel geführt werden. Somit wurde mit Stand April 2020 mit einer Fertigstellung der Verlängerung erst gegen Ende 2028 gerechnet. Mit Stand Mitte 2022 ergeben sich weitere Probleme aus einer Neuplanung des Ausbaus der teilweise neben der Trasse liegenden Bundesstraße 11, sodass mit einem Baubeginn 2024 keinesfalls gerechnet werden kann.
Mitte September 2023 gab der bayrische Verkehrsminister Christian Bernreiter (CSU) während eines Ortstermins am Bahnhof Wolfratshausen bekannt, dass nach Auskunft des Eisenbahn-Bundesamtes (EBA) mit einer Planfeststellung erst 2024 zu rechnen sei.
Im Rahmen des Projektes „Bahnausbau Region München“ wurden Gutachten erstellt, die den zweigleisigen Ausbau der Isartalbahn zwischen Höllriegelskreuth und Wolfratshausen untersucht haben. Diese wurden im Juli 2024 für positiv befunden.